# WandaVision
WandaVision ist eine US-amerikanische Fernsehserie über die von Elizabeth Olsen und Paul Bettany verkörperten titelgebenden Hauptfiguren Wanda Maximoff und Vision. Es ist die erste von den Marvel Studios produzierte Serie innerhalb des Marvel Cinematic Universe (MCU) und der Auftakt der sogenannten Phase Vier. Im Zentrum der zum Teil als Sitcom angelegten Serie steht das neue Leben der beiden Hauptfiguren nach den Ereignissen aus Avengers: Endgame. Wanda erschafft mit ihren magischen Fähigkeiten im fiktiven US-amerikanischen Vorort Westview eine für sie vermeintlich perfekte Welt, in der sie Visions Tod und ihre Trauer darüber verarbeiten kann.
Die Serie orientiert sich nicht nur inhaltlich stark an klassischen US-amerikanischen Sitcoms, sondern übernahm neben typischen stilistischen Mitteln zum Teil auch ältere Produktionstechniken für die Dreharbeiten. Regisseur aller neun Folgen war Matt Shakman, Jac Schaeffer die Hauptautorin. Die Erstveröffentlichung erfolgte vom 15. Januar bis zum 5. März 2021 auf Disney+.
WandaVision wurde ein Publikumserfolg und war durch hohe Zugriffszahlen die im Veröffentlichungszeitraum weltweit meistgesehene Fernsehserie. Auch von Kritikern bekam die Serie überwiegend positive Rezensionen und wurde vor allem für ihren experimentellen Charakter, die schauspielerischen Leistungen der Hauptdarsteller und den Mystery-Aspekt gelobt. Zu den zahlreichen Auszeichnungen der Serie zählen unter anderem 23 Emmy-Nominierungen, von denen WandaVision drei gewann.

## Handlung
Nachdem im Zuge des sogenannten „Blip“ die Hälfte der Menschheit durch die Avengers auf die Erde zurückgeholt worden ist, muss Wanda Maximoff feststellen, dass ihre große Liebe Vision weiterhin tot ist. Daraufhin sucht sie die in New Jersey gelegene Kleinstadt Westview auf, wo beide einst zusammen alt werden wollten. Innerhalb der Stadtgrenzen erschafft Wanda mithilfe ihrer magischen Kräfte nicht nur eine ganz eigene Realität, sondern aus dem in ihr lebenden Teil des Gedankensteins auch einen neuen Vision. So möchte sie ihre Trauer und Schuld verarbeiten, aber auch verdrängen, da die als Sitcom-Episoden angelegte Scheinwelt fortan zur Realität für das frisch verheiratete Paar wird.
Außerhalb von Westview wird die paramilitärische Organisation S.W.O.R.D. rund um Director Tyler Hayward auf die Kleinstadt aufmerksam und nennt sie „Maximoff-Anomalie“, nachdem die innerhalb der Stadtgrenzen aufgenommenen Sitcom-Episoden zu empfangen gewesen sind. Daraufhin versuchen die S.W.O.R.D.-Agentin Monica Rambeau, der FBI-Agent Jimmy Woo und die Astrophysikerin Dr. Darcy Lewis unaufhörlich, in die Anomalie vorzudringen und Kontakt zu den Einwohnern der Stadt herzustellen, die alle unter der Gedankenkontrolle von Wanda stehen. Diese Versuche und weitere Unstimmigkeiten führen schließlich dazu, dass Vision zunehmend misstrauischer wird und die ihm gezeigte Realität zu hinterfragen beginnt. Schließlich wird er über die Situation sowie seine eigene Vorgeschichte aufgeklärt und entscheidet sich, zu seiner stark gezeichneten Ehefrau zu halten.
Gleichzeitig gibt sich innerhalb von Westview Wandas neugierige Nachbarin Agnes als Hexe Agatha Harkness zu erkennen. Ihr Ziel ist es, von Wanda zu erfahren, wie sie ihre magischen Kräfte erhielt, einsetzt und kontrolliert. Es kommt zum Kampf zwischen beiden, aus dem Wanda siegreich hervorgeht. Trotzdem erkennt sie das Leid, das sie bei den von ihr kontrollierten Einwohnern Westviews verursacht hat. So entschließt sich Wanda schweren Herzens, Vision sowie ihre innerhalb der Anomalie geborenen und an ebendiese gebundenen Kinder aufzugeben, um die restlichen Einwohner von der Gefangenschaft zu erlösen. Im Anschluss zieht sie sich in eine Bergregion zurück, wo sie mit einem Zauberbuch von Agatha ihre Kräfte trainiert.

## Produktion

### Entstehungsgeschichte
Anfang 2018 bat der damalige Disney-Chef Bob Iger den Produzenten Kevin Feige um die Entwicklung von Serien für den geplanten hauseigenen Streamingdienst Disney+; eine der ersten Ideen war WandaVision. Zunächst wurde Creative Director Brian Chapek mit der Entwicklung betraut, ehe Executive Producer Mary Livanos im Sommer 2018 eine konkrete Geschichte erarbeitete. Im September desselben Jahres berichteten erstmals Medien über die von den Marvel Studios produzierte Serie mit einem Umfang von sechs bis acht Episoden. Zu diesem Zeitpunkt wurde allerdings nur von einer Serie über die von Elizabeth Olsen verkörperte Wanda Maximoff alias Scarlet Witch gesprochen. Im Januar 2019 wurde Jac Schaeffer als Hauptautorin und Executive Producer engagiert, nachdem andere Autoren den Sitcom-Aspekt der Serie hatten streichen wollen und daher von Marvel abgelehnt worden waren. Gleichzeitig wurde bekannt, dass neben Wanda auch der von Paul Bettany gespielte Vision im Vordergrund des Projektes stehen werde.
Im April 2019 hieß es, die Serie werde den Titel „WandaVision“ tragen und im zweiten Jahr des Streamingdienstes erscheinen. Der zunächst nur mit gemischter Zustimmung aufgenommene, eher ungewöhnliche Serienname wurde vom Film BlacKkKlansman inspiriert, für dessen Titel auch zwei Wörter miteinander fusioniert wurden. Auf der San Diego Comic-Con 2019 wurde das Logo enthüllt und verkündet, dass WandaVision auf verschiedenen Comics basieren, zeitlich nach Avengers: Endgame spielen, Szenen aus den 1950er Jahren enthalten und einen direkten Einfluss auf den Film Doctor Strange in the Multiverse of Madness haben werde. Ebenso wurde die Besetzung von Teyonah Parris als erwachsene Monica Rambeau verkündet. Diese Figur war im Film Captain Marvel, der im Jahr 1995 spielt, von den Kinderdarstellerinnen Azari und Akira Akbar verkörpert worden.
Auf der D23 Expo im August 2019 wurde die Rückkehr von Kat Dennings und Randall Park in ihren Rollen als Darcy Lewis und Agent Jimmy Woo bekannt. Kathryn Hahn wurde als neugierige Nachbarin Agnes angekündigt, die sich im Laufe der Serie als die aus den Comics bekannte Hexe Agatha Harkness zu erkennen gibt. Auf der Ausstellung wurde zudem Matt Shakman als Regisseur aller Folgen von WandaVision bestätigt. Er nannte die Serie einen „Liebesbrief an die Geschichte des Fernsehens“, während Schaeffer sie als „lustig, mysteriös und voller Action“ charakterisierte. Olsen beschrieb den Ton von WandaVision als eine Art „50er-Jahre-Sitcom“, die sich im Laufe der Folgen zum bekannten Marvel-Stil entwickle. Später ergänzte sie, der Zuschauer werde über ihre Figur erfahren, woher diese ihre Kräfte habe, warum sie auch als Scarlet Witch bekannt sei und wie diese Identität im Kontrast zu Wanda Maximoff stehe.
Im Juni 2020 wurde die Verpflichtung von Evan Peters für eine Schlüsselrolle bekannt. Er ist innerhalb der Serie WandaVision als Pietro Maximoff alias Quicksilver zu sehen. Andere Versionen dieser Figur wurden von Peters bereits in vier Filmen der X-Men-Reihe gespielt und im MCU zuvor durch Aaron Taylor-Johnson verkörpert. Mit der Veröffentlichung des Trailers wurde die Beteiligung von Debra Jo Rupp und Fred Melamed bekannt. Bis zum Serienstart wurden zudem die Besetzungen von Asif Ali, Jolene Purdy und Emma Caulfield öffentlich. Ebenso wurde mit Benedict Cumberbatch ein Vertrag über einen Auftritt in WandaVision abgeschlossen; seine Figur Doctor Strange wurde letztlich allerdings aus der Serie gestrichen.

### Schreibprozess

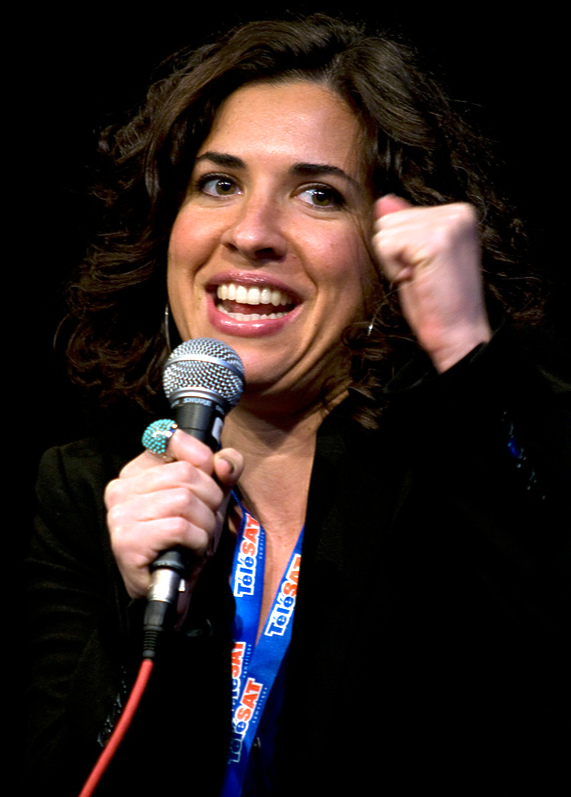
Hauptautorin Jac Schaeffer (2011)

Die Grundidee zur Serie kam von Produzent Kevin Feige, der seine eigene Liebe zum Fernsehen in WandaVision widerspiegeln wollte. Im Kontext von Wandas Trauer und Verlusten nach den Ereignissen aus Avengers: Endgame sollten Sitcoms wie eine Komfortzone für sie wirken. Der Entwicklung der Serie lag die intensive Auseinandersetzung mit verschiedenen Sitcoms aus dem 20. Jahrhundert zugrunde. Darsteller und Filmstab sahen sich Folgen an, lasen Bücher zu den jeweiligen Serien und sprachen wann immer möglich mit Beteiligten von ebendiesen. Schaeffer fiel es insbesondere schwer, das richtige Verhältnis zwischen den von Feige erdachten Sitcom- und MCU-Anteilen der Handlung zu finden, da ihr ursprünglicher Pitch auch das Versprechen an Marvel enthielt, der eher intimen Serie ein großes Finale zu liefern. Um eine gewisse Kontinuität innerhalb der Filmreihe zu wahren und die generellen Spielregeln des Multiversums zu vereinbaren, arbeiteten Schaeffer, Regisseur Matt Shakman und Produzentin Mary Livanos eng mit den Verantwortlichen für Loki, What If…?, Spider-Man: No Way Home und Doctor Strange in the Multiverse of Madness zusammen.
Nachdem Schaeffer eine vollständige Geschichte entwickelt hatte, engagierte sie weitere fernseherfahrene Drehbuchautoren. Diese sollten die Handlung auf einzelne Folgen aufteilen und alle Erzählebenen, stilistischen Mittel und Formate zu einer schlüssigen und flüssigen Geschichte zusammenzuführen. Der so zusammengestellte achtköpfige Writers’ Room bestand zur Hälfte aus Frauen; ebenso waren People of Color vertreten. Schaffer begründete dies damit, dass eine Geschichte besser werde, je mehr Perspektiven man während der Entwicklung habe. Jeder der Autoren hatte während der Arbeit an den Drehbüchern zusätzlich sein eigenes Spezialgebiet. So war Bobak Esfarjani für das Worldbuilding, Cliffhanger und die Mythologie der Serie zuständig; Megan McDonnell überwachte wissenschaftliche Themen und Mackenzie Dohr verantwortete die Sitcom-Aspekte, komödiantische Elemente sowie Charakterentwicklungen. Peter Cameron richtete sich zum einen auf Jimmy Woo aus und fügte WandaVision zum anderen einen finsteren Ton hinzu; Laura Donney war Ansprechperson für Themen der Trauer und Chuck Hayward trug Popkultur-Referenzen sowie die Musikauswahl zur Serie bei. Olsen äußerte sich über die Arbeit der verschiedenen Autoren, dass sie sich und ihre Figur zum ersten Mal vollends verstanden fühlte. So werde erstmals auch Wandas humorvolle Seite gezeigt sowie ihr Umgang mit Alltagssituationen. Für Schaeffer war es dabei besonders wichtig, auch die liebenswürdigen Seiten der Figur darzustellen.
Als Vorlage für WandaVision dienten unter anderem die Comicreihen Vision and the Scarlet Witch (1982), The Vision and the Scarlet Witch (1985), Astonishing X-Men (2004), Avengers Disassembled (2004), House of M (2005) sowie The Vision (2015) und die Vision-Quest-Storyline aus West Coast Avengers Vol. 2 (1989). Inspirationen aus dem Serienbereich umfassten unter anderem klassischen Familiensitcoms wie The Dick Van Dyke Show, I Love Lucy, Bezaubernde Jeannie, Verliebt in eine Hexe, Drei Mädchen und drei Jungen, Familienbande und Mutter ist die Allerbeste, aber auch modernere Vertreter wie Modern Family, Malcolm mittendrin und The Office. Ebenso war der Film Thor: Tag der Entscheidung ein kreativer Einfluss. Von der Miniserie Escape at Dannemora wurde die Idee übernommen, der Geschichte kurz vor dem Finale eine dramatische Wendung zu geben, was schließlich zur achten Folge Was bisher geschah führte. Die so erzeugte nichtlineare Erzählweise sollte WandaVision wie ein Mysterium wirken lassen, das sich mit jeder Folge weiter lüftet. Um dem beteiligten Filmstab die Orientierung zu erleichtern, wurden die Drehbücher so formatiert, dass auf den ersten Blick der jeweilige Handlungsort und -zeitraum ersichtlich war.
Ursprünglich waren insgesamt zehn Folgen für WandaVision vorgesehen. Um einen besseren Erzählrhythmus zu erzeugen, wurden jedoch mehrere Handlungsstränge miteinander vereint und die Serie so auf neun Episoden reduziert. Noch während der Dreharbeiten wurden die jeweiligen Drehbücher umgeschrieben, was laut Regisseur Shakman für Fernsehserien typisch sei. Insbesondere das Finale wurde aufgrund erschwerter Produktionsbedingungen im Rahmen der COVID-19-Pandemie abgeändert und deutlich dialoglastiger und psychologischer als ursprünglich vorgesehen.
In Schaeffers Konzept sollte WandaVision subtil den einzelnen Phasen im von Elisabeth Kübler-Ross entworfenen Modell der Trauer folgen. Von vornherein war geplant, dass Wanda am Ende der Serie Vision loslassen und damit ihren eigenen Frieden gemacht haben muss. Agatha Harkness wurde von Beginn an so angelegt, dass sie zum einen Wanda dazu bringen sollte, ihre eigenen Taten und Entscheidungen zu hinterfragen, zum anderen aber auch tiefer in die Welt der Magie eintauchen zu lassen. In frühen Drehbuchfassungen noch als Mentorenfigur vorgesehen, wurde Agatha später aus Dramaturgiegründen zur Schurkin gemacht. Auch der Auftritt von Evan Peters war von Anfang an Teil der Geschichte und sollte WandaVision eine Metaebene über Neubesetzungen in Fernsehserien hinzufügen. Die offizielle Bestätigung, dass man seine Figur rechtmäßig verwenden darf, wurde allerdings erst später erteilt.

### Dreharbeiten
In Vorbereitung auf die Dreharbeiten sichtete Regisseur Matt Shakman gemeinsam mit den Darstellern alte Sitcomfolgen, um deren Ton richtig treffen zu können und WandaVision nicht wie eine Parodie wirken zu lassen. Aus diesem Grund wurde unter anderem auch Dick Van Dyke als Berater hinzugezogen. Laut Olsen habe diese Vorbereitung maßgeblich dazu beigetragen, die Stimmen, Aussprachen und Körperhaltungen der Schauspieler an die Sitcoms der jeweiligen Epoche anzupassen. Eine Herausforderung sei dabei für Bettany vor allem die für damalige Serien typische Physical comedy gewesen, die es in modernen Produktionen kaum noch gäbe. Für zusätzliche Authentizität wurde Courtney Young als Sprachcoach engagiert.

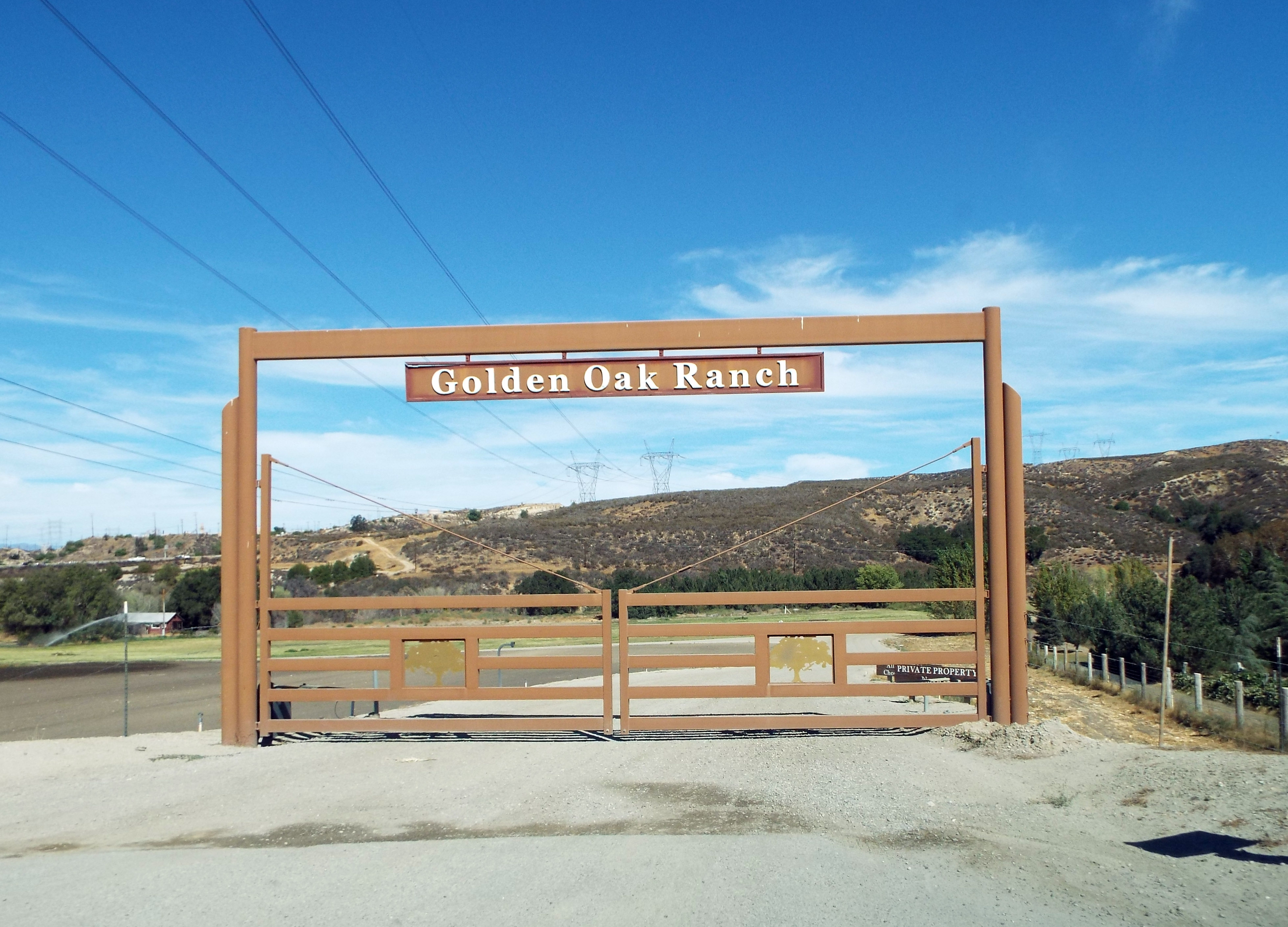
Eingang zur Golden Oak Ranch

Die Dreharbeiten begannen Anfang November 2019 in den Pinewood Studios in Atlanta unter dem Arbeitstitel Big Red. Als Kameramann fungierte Jess Hall, während Mark Worthington als Szenenbildner tätig war. Im Dezember 2019 drehte man nahe dem Krankenhaus Southern Regional Medical Center im Süden Atlantas, im gemeindefreien Gebiet Starrs Mill und in einem Wohnhaus in Newnan. Im Februar 2020 erfolgten Aufnahmen in Chattahoochee Hills, Williamson, Griffin, Fayetteville, Fairburn und nahe Palmetto. Anfang März 2020 wurde der für Atlanta vorgesehene, rund zwei-Drittel-große Teil der Dreharbeiten abgeschlossen. Im Anschluss ging die Produktion in eine von vornherein geplante Pause über, in der die für Los Angeles geplanten Filmaufnahmen vorbereitet werden sollten. Mitte des Monats musste allerdings auch dies aufgrund der COVID-19-Pandemie unterbrochen werden. Während der Zwangspause begann Regisseur Shakman, das bereits gedrehte Material zu schneiden; außerdem erfolgten erste Arbeiten an der Filmmusik und den visuellen Effekten. Im Juli 2020 wurden die Dreharbeiten unter strengen Hygieneregeln in Los Angeles fortgesetzt und im Oktober desselben Jahres nach insgesamt rund 110 Drehtagen abgeschlossen. Für Außenaufnahmen dienten unter anderem die Golden Oak Ranch nahe Santa Clarita und die Blondie Street auf der Warner Bros. Ranch in Burbank, wo einst Sitcoms wie Vater ist der Beste, Die Partridge Familie oder Verliebt in eine Hexe entstanden, als Kulisse. Auch die Postproduktion erfolgte in Los Angeles.
Die erste Folge der Serie wurde vor realem Studiopublikum aufgezeichnet, wobei alle Zuschauer aus einem engen Umfeld der Marvel Studios stammten und Geheimhaltungsverträge unterzeichnen mussten. Anlässlich der Handlungszeit trugen alle Crewmitglieder Kleidung aus den 1950er Jahren. Ebenso wurden die Lacher live aufgenommen und erst ab der zweiten Folge im Nachhinein vom Band hinzugefügt. Insgesamt wurde die erste Folge an nur zwei Drehtagen gefilmt. Dabei gab es lediglich zwei komplette Durchläufe, bei denen gleichzeitig drei Kameras zum Einsatz kamen. Die restlichen Episoden wurden hingegen nicht chronologisch gedreht. Grund dafür war das nur begrenzte Budget für WandaVision, das rund 25 Mio. US-Dollar pro Folge betragen haben soll. Um gleichzeitig möglichst viel Geld zu sparen und trotzdem die Qualität des Materials zu gewährleisten, musste mit einigen Tricks seitens der Produktion gearbeitet werden. Unter anderem wurden bis zu sieben Drehbuchseiten pro Tag abgedreht; bei anderen Marvel-Filmen waren es durchschnittlich nur zwei. Ein Resultat der nicht-chronologischen Aufnahmen war, dass Kat Dennings und Randall Park während der Dreharbeiten für die vierten Folge, in der ihre Figuren auf die ersten drei Episoden reagieren, ihre „Vorstellungskraft“ benutzen mussten. Zwar erhielten beide eine grobe Handlungszusammenfassung, doch erst später wurde entsprechendes Bildmaterial digital eingefügt.

### Ausstattung und Effekte
Da innerhalb der Folgen von WandaVision verschiedene Sitcomstile und Epochen repräsentiert werden, wurde seitens der Produktion viel Wert auf die Authentizität bezüglich der verwendeten Technik, Kameraführung, Lichtsetzung, Kostüme und des Make-ups gelegt. So las Kameramann Jess Hall Bücher über die Geschichte von Sitcoms, analysierte im Anschluss die technischen und ästhetischen Aspekte jeder Epoche und kombinierte sie mit seinem eigenen Stil. Unter anderem passte er Bildkompositionen sowie Kamerabewegungen der jeweiligen Handlungszeit an; so wurden beispielsweise für die siebte Folge stilistische Mittel wie das Zur-Kamera-Sprechen, die Wackelkamera oder der Mockumentary-Stil übernommen. Außerdem nutzte er 47 zum Teil veränderte Kameralinsen, um die jeweiligen zeitlichen Charakteristiken authentisch einzufangen. Auch die Beleuchtung wurde sorgfältig ausgewählt, sodass in einem Großteil der Folgen Wolframbeleuchtung zum Einsatz kam, während erst in den letzten, im 21. Jahrhundert spielenden Episoden LED-Lichter verwendet wurden. Hall half laut eigener Aussage seine frühere Arbeit an Werbespots, die richtige, der Handlungszeit entsprechende Technik auszuwählen, die er zum Teil aus Archiven von Filmstudios zusammentragen musste. Als visuelle Inspiration dienten Werke wie Pleasantville – Zu schön, um wahr zu sein oder Twilight Zone, während die gleichen Kameralinsen wie bei Avengers: Infinity War und Avengers: Endgame verwendet wurden, um die Kontinuität innerhalb des Marvel Cinematic Universe zu wahren.
Das Filmset des Hauses von Wanda und Vision wurde von Szenenbildner Mark Worthington für jede Epoche neu gebaut und den jeweiligen zeitlichen Charakteristiken angepasst – einzig der Grundriss blieb stets gleich. Ebenso wurden oftmals dieselben Requisiten verwendet, je nach Ära allerdings moderner gestaltet. Passende Requisiten fand Worthington gemeinsam mit der Requisiteurin Kathy Orlando zum einen in Secondhandläden in Atlanta und über Craigslist, zum anderen wurde nach Maß angefertigt. Das Ziel dieser Ausstattung war es, die Sets so makellos und perfekt wie möglich, aber auch nur mittelständisch aussehen zu lassen, weshalb auf Markenprodukte größtenteils verzichtet wurde. Das Design der Organisation S.W.O.R.D. wurde von Worthington optisch der NASA und dem fiktiven S.H.I.E.L.D. nachempfunden. Andere Einflüsse waren zudem Werke wie Arrival oder Matrjoschka.
Die erste Folge der Serie wurde komplett in schwarz-weiß und in einem 4:3-Bildformat gedreht. Die Aufnahmen erfolgten dabei in 4K sowie HDR und wurden erst im Anschluss in Zusammenarbeit mit Technicolor auf den 1950er 35-mm-Look reduziert. Das Spezialeffekteteam rund um Special Effects Supervisor Daniel Sudick nutzte Drähte, Puppenspiel-Requisiten, praktische Filmschnitte, Rückspuleffekte und andere Kameratricks. Moderne Technologien wie CGI wurden ausschließlich zur Unterstützung verwendet, so um beispielsweise Drähte digital zu entfernen, weitere Requisiten hinzuzufügen oder Schnitte zu glätten. Das durch eine Linse von Panavision erzeugte 4:3-Seitenverhältnis wurde noch bis zur dritten Folge verwendet, während später ein 2,40:1-Verhältnis zum Einsatz kam. Das Bildformat wurde dabei als dramaturgisches Werkzeug genutzt, sodass es teilweise zu digitalen Übergängen zwischen verschiedenen Formaten kam. Bis zur dritten Episode wurde noch überwiegend auf praktische Effekte gesetzt. Die visuellen Effekte nahmen gleichzeitig zwar mit jeder Folge zu, wurden allerdings bis zur sechsten Episode auf ein Minimum reduziert. Für die insgesamt 3.010 VFX-Shots waren über 20 verschiedene Unternehmen unter der Leitung von VFX Supervisor Tara DeMarco verantwortlich, darunter Digital Domain, Framestore, Industrial Light & Magic, Rise FX und Weta Digital.

### Maske und Kostüme
Für das Make-up war die Maskenbildnerin Tricia Sawyer und für die Frisuren die Hairstylistin Karen Bartek verantwortlich. Beide bekamen von Regisseur Matt Shakman viele Vorgaben, so unter anderem auch die Anspielung von Pietros Frisur in der fünften Folge auf Wolverine. Für jede Epoche diente für beide eine Sitcom als visuelle Vorlage und Inspiration. Insbesondere das Schwarz-weiß in den ersten beiden Folgen war für Sawyer eine Herausforderung, weshalb viel getestet werden musste. Dies führte schließlich dazu, dass das Make-up sehr viel markanter als sonst üblich aufgetragen wurde, um in schwarz-weiß und mit der altmodischen Beleuchtung natürlich auszusehen. Im Vergleich zu vorherigen Filmen wurde zudem die Umsetzung von Vision am Filmset verändert. Statt einer vollständigen Maske wurde Paul Bettanys Kopf nur noch farbig angemalt und mit Tracking-Punkten versehen. In der Postproduktion wurde der Kopf von Vision schließlich digital modelliert und eingefügt. Da Visions rotbraune Haut in grau nicht richtig wirkte, wurde Bettanys Kopf für die Schwarz-weiß-Szenen stattdessen blau angemalt. Hairstylistin Bartek fertigte insgesamt 22 Perücken für die Serie an, da die natürlichen Haare der Darsteller aufgrund der ständigen Epochenwechsel innerhalb des Drehplans kaum genutzt werden konnten.
Als Kostümbildnerin war Mayes C. Rubeo tätig, der von Joseph Feltus und Daniel Selon assistiert wurde. Das Team entwarf die Kostüme in enger Zusammenarbeit mit Regisseur Shakman, Drehbuchautorin Schaeffer sowie den Hauptdarstellern und bekam von Kameramann Hall für jede Episode Farbvorgaben, die dieser zuvor erarbeitet hatte. Rund 80 Prozent der historischen Kostüme wurden dabei selbst designt und gefertigt; der Rest wurde aus Fundus geliehen oder in Vintageläden erworben. Für die ersten Folgen wurde bereits beim Kauf der Stoffe auf die Kompatibilität mit dem späteren Schwarz-weiß-Bild geachtet. Das Hochzeitskleid von Wanda aus der ersten Episode wurde als Hommage an das Kostüm von Audrey Hepburn in Ein süßer Fratz entworfen; Rubeo konnte dabei sogar auf den gleichen Stoff aus einer französischen Fabrik zurückgreifen. Für die sechste Folge fertigte sie für Wanda und Vision der Comicvorlage entsprechende, knallbunte Kostüme an, die Rubeo selbst als kitschig empfand. Das in der finalen Folge eingeführte Kostüm der Scarlet Witch entstand in Zusammenarbeit mit dem Konzeptkünstler Andy Park und sollte vor allem die neu errungene Reife von Wanda widerspiegeln. Das Kleidungsstück wurde dabei in mehreren Versionen angefertigt; so gab es spezielle Designs für Stuntszenen und Maßanfertigungen für Doubles. Das Kostüm von Agatha Harkness wurde von den Comics inspiriert und mit einem modernen Aussehen kombiniert. Es bestand aus rund zehn übereinanderliegenden Stoffschichten, von denen jede eine andere Funktion hatte. Dies führte dazu, dass Darstellerin Kathryn Hahn während der Dreharbeiten im Hochsommer einen Kühlanzug unter ihrem Kostüm tragen musste.

### Musik und Titellieder
Die Musik zu WandaVision wurde von Christophe Beck komponiert, der gemeinsam mit seinen Co-Komponisten Michael Paraskevas und Alex Kovacs für alle neun Folgen unterschiedliche Stücke und für verschiedene Figuren und Situationen eigene Themes, die in unterschiedlichen Variationen wiederkehrend verwendet wurden, schrieb. Für jede Epoche sollte die Musik eine Hommage an deren Sitcoms sein, auch wenn es Unterschiede bezüglich der Verwendung von Filmmusik gäbe. So äußerte sich Beck, in den ersten Folgen werde deutlich mehr Underscoring eingesetzt, als es zur damaligen Zeit in Wirklichkeit gab, da das moderne Publikum an ebendieses gewöhnt sei. Die Nachempfindung der Sitcom-Musik bezog sich dabei nicht nur auf die verwendeten Instrumente, sondern auch auf den Kompositionsstil. So verwendete Beck für frühe Folgen überwiegend Musik von kleinen Orchestern, während die musikalische Untermalung in späteren Folgen deutlich durchdringender sowie rock- und poplastiger sei. Für mehr Authentizität nutzte Beck zudem ältere Aufnahme- und Abmischungstechniken. Erst Anfang Februar 2021 wurden die Arbeiten an der Filmmusik abgeschlossen, wobei die Soundtracks zu den einzelnen Folgen jeweils eine Woche nach Veröffentlichung der Episoden digital erhältlich waren.

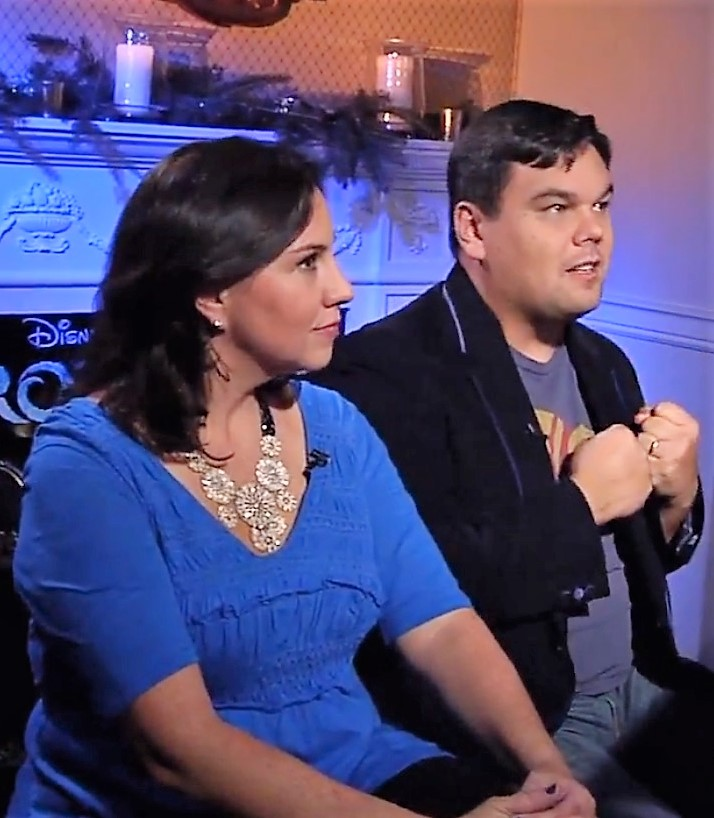
Kristen Anderson-Lopez und Robert Lopez schrieben insgesamt sieben Lieder für die Serie.

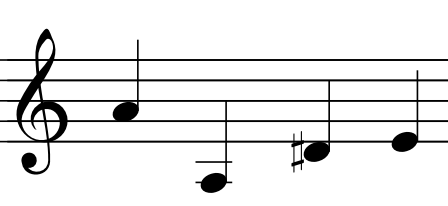
Das „Devil’s Interval“ ist als wiederkehrendes Motiv in allen Titelliedern zu hören.

Erste Titellieder zu einzelnen Folgen entstanden bereits im Writers’ Room rund um Drehbuchautorin Jac Schaeffer, dienten allerdings nur als vorläufige Platzhalter. Im Sommer 2019 wurden schließlich die Ehepartner Kristen Anderson-Lopez und Robert Lopez von Robert Lopez’ Schulfreund Matt Shakman angeworben, die finalen Titellieder zu schreiben, welche vor allem die Tonalität, den Ort und die Zeit der einzelnen Episoden etablieren sollten. Beide legten zu Beginn fest, dass die Songs zwar verschiedene Stile und Melodien beinhalten, allerdings über ein zentrales Thema miteinander verbunden sein sollten. So entwickelten sie anfangs eine Vier-Noten-Melodie rund um den Akkord „The Devil’s Interval“, die in allen im Anschluss geschriebenen Liedern in irgendeiner Weise genutzt wurde. Der Schreibprozess der Songs begann parallel zum Drehstart, sodass zeitgleich die Szenen für die Titelsequenzen mit den Darstellern gefilmt wurden. Da sowohl Lopez als auch Anderson-Lopez laut eigener Aussage ihre Kindheit vor dem Fernseher verbracht hätten, mussten sie kaum Nachforschungen über die Besonderheiten von Titelliedern einzelner Jahrzehnte anstellen. Einzige Ausnahme waren die 1990er Jahre, in denen beide das College besuchten und daher nur einen eingeschränkten Zugang zum Fernsehen hatten. Als Inspirationen dienten neben klassischen Sitcom- auch James-Bond-Intros, Hits von Burt Bacharach  und Jazz von Dave Brubeck. Ein Großteil der so entstandenen Lieder wurden von Anderson-Lopez und Lopez persönlich eingesungen, sodass im englischsprachigen Originalton die echten Stimmen des Ehepaares zu hören sind. Bei der Auswahl der passenden Instrumente bekamen sie von David Metzger Unterstützung; das Titellied der sechsten Folge entstand in Zusammenarbeit mit der Sängerin Kathleen Hanna. Die deutschsprachigen Versionen der Titelsongs entstanden nach einer Übersetzung von Nina Schneider und unter der musikalischen Leitung von Thomas Amper in den Münchner Jamzone Studios.
Am Ende der siebten Folge wird erstmals der einminütige Song Agatha All Along (dt.: Agatha von Anfang an) gespielt, der unter anderem von der Musik aus The Munsters, The Addams Family und Charlie und die Schokoladenfabrik inspiriert wurde. Ursprünglich sollte das Titellied von Agatha Harkness an die Eröffnungssequenz der US-amerikanischen Marlo-Thomas-Fernsehserie Süß, aber ein bißchen verrückt angelehnt sein, doch später entschieden sich die Songschreiber dazu, mehr hexenhafte und gruselige Elemente einzubauen. Der Text wurde von Kristen Anderson-Lopez verfasst, während Robert Lopez neben anderen Männern als Backgroundsänger zu hören ist. Das von Kathryn Hahn über Zoom eingesungene Lied ging nach seiner Veröffentlichung schließlich viral und erreichte unter anderem den ersten Platz der wöchentlichen iTunes Soundtrack Song Charts. Des Weiteren konnte der Song mit über 3.000 Downloads und über 1,6 Millionen Streams innerhalb einer Woche auf Platz 36 der Billboard-Charts in der Kategorie „Digital Song Sales“ einsteigen. Auch von Kritikern wurde Agatha All Along positiv aufgenommen; so gewann das Lied unter anderem einen Emmy und wurde für einen Grammy nominiert. Das zugehörige „Musikvideo“ innerhalb der Serie wurde aus Gründen der Kostenoptimierung über die Dreharbeiten verteilt, jeweils passend zur gerade aufgenommenen Folge gefilmt.

## Besetzung und Synchronisation
Die deutschsprachige Synchronisation entstand bei FFS Film- & Fernseh-Synchron. Dialogregie führten Björn Schalla und Patrick Roche, während Schalla, Robin Kahnmeyer und Klaus Bickert die Dialogbücher schrieben. Die Musikbearbeitung fand in den Jamzone Studios in München unter der Leitung von Thomas Amper statt, während Nina Schneider die Texte ins Deutsche übertrug.
| Rolle                              | Schauspieler               | Hauptrolle (Folgen)  | Nebenrolle (Folgen)         | Synchronsprecher   |
| ---------------------------------- | -------------------------- | -------------------- | --------------------------- | ------------------ |
| Wanda Maximoff / Scarlet Witch     | Elizabeth Olsen            | 1.01–1.09            |                             | Shandra Schadt     |
| Wanda Maximoff / Scarlet Witch     | Michaela Russell (jung)    |                      | 1.08                        | Zoe Durakovic      |
| Vision / White Vision              | Paul Bettany               | 1.01–1.09            |                             | Frank Schaff       |
| Agnes / Agatha Harkness            | Kathryn Hahn               | 1.01–1.09            |                             | Kathrin Gaube      |
| Mrs. Hart / Sharon Davis           | Debra Jo Rupp              | 1.01–1.02, 1.07–1.09 |                             | Uschi Wolff        |
| Arthur Hart / Todd Davis           | Fred Melamed               | 1.01                 | 1.09                        | Gudo Hoegel        |
| Captain Monica Rambeau / Geraldine | Teyonah Parris             | 1.02–1.07, 1.09      |                             | Jacqueline Belle   |
| Dr. Darcy Lewis                    | Kat Dennings               | 1.04–1.07, 1.09      | 1.01                        | Maria Koschny      |
| Agent James E. „Jimmy“ Woo         | Randall Park               | 1.04–1.07, 1.09      | 1.02                        | Karlo Hackenberger |
| Pietro Maximoff / Ralph Bohner     | Evan Peters                | 1.05–1.07, 1.09      |                             | Julius Jellinek    |
| Phil Jones / Harold Proctor        | David Lengel               |                      | 1.01–1.03, 1.07–1.09        | Jochen Paletschek  |
| Dennis der Postbote                | Amos Glick                 |                      | 1.01–1.02, 1.05, 1.07–1.09  | Armin Hägele       |
| Mann in Werbung                    | Ithamar Enriquez           |                      | 1.01–1.03, 1.05, 1.07       |                    |
| Frau in Werbung                    | Victoria Blade             |                      | 1.01–1.03, 1.05, 1.07       | Carolin Hartmann   |
| Norm / Abilash Tandon              | Asif Ali                   |                      | 1.01–1.02, 1.05, 1.07, 1.09 | Jan Makino         |
| Herbert „Herb“ / John Collins      | David Payton               |                      | 1.02–1.03, 1.06–1.09        | Pascal Fligg       |
| Dottie Jones / Sarah Proctor       | Emma Caulfield             |                      | 1.02–1.03, 1.07, 1.09       | Natascha Geisler   |
| Beverly / Isabel Matsueda          | Jolene Purdy               |                      | 1.02, 1.07, 1.09            | Katharina Friedl   |
| Agent Franklin / Imker             | Zac Henry                  |                      | 1.02, 1.04                  |                    |
| Dr. Stan Nielson                   | Randy Oglesby              |                      | 1.03                        | Ekkehardt Belle    |
| Mrs. Nielson                       | Rose Blanco                |                      | 1.03                        |                    |
| Director Tyler Hayward             | Josh Stamberg              |                      | 1.04–1.09                   | Christian Weygand  |
| Agent Rodriguez                    | Selena Anduze              |                      | 1.04–1.09                   | Sara Sukarie       |
| Agent Monti                        | Alan Heckner               |                      | 1.04–1.07                   |                    |
| Dr. Highland                       | Lana Young                 |                      | 1.04                        |                    |
| Thomas „Tommy“ Maximoff / Speed    | Jett Klyne (10 Jahre)      |                      | 1.05–1.09                   | Benedikt Kienle    |
| Thomas „Tommy“ Maximoff / Speed    | Gavin Borders (5 Jahre)    |                      | 1.05                        |                    |
| William „Billy“ Maximoff / Wiccan  | Julian Hilliard (10 Jahre) |                      | 1.05–1.09                   | Niklas Gebendorfer |
| William „Billy“ Maximoff / Wiccan  | Baylen Bielitz (5 Jahre)   |                      | 1.05                        |                    |
| Major Goodner                      | Rachael Thompson           |                      | 1.07                        | Angela Wiederhut   |
| Evanora Harkness                   | Kate Forbes                |                      | 1.08–1.09                   | Madeleine Stolze   |
| Iryna Maximoff                     | Ilana Kohanchi             |                      | 1.08                        | Anke Kortemeier    |
| Olek Maximoff                      | Daniyar                    |                      | 1.08                        | Julian Manuel      |
| Pietro Maximoff / Quicksilver      | Gabriel Gurevich (jung)    |                      | 1.08                        | Anouk Elias        |

## Marketing und Veröffentlichung
Ein erster Teaser, der ebenso Szenen aus The Falcon and the Winter Soldier und Loki enthielt, wurde am 2. Februar 2020 im Rahmen des Super Bowl LIV veröffentlicht. Bei den Emmys 2020, am 20. September 2020, folgte ein Langtrailer, der im Internet binnen 24 Stunden plattformübergreifend über 55,7 Millionen Aufrufe verzeichnete, was zuvor keiner anderen Streamingserie gelungen war. Ein zweiter Trailer erschien am 10. Dezember 2020, nachdem in den Tagen zuvor sechs verschiedene Poster zur Serie im Stile unterschiedlicher Sitcom-Epochen veröffentlicht worden waren. Am 8. Januar 2021 erschienen auf Disney+ die ersten beiden Folgen der Serie Legends, die in Vorbereitung auf WandaVision die bisherigen Auftritte der beiden Hauptfiguren im Marvel Cinematic Universe zusammenfassen.
Ursprünglich wurde die aus neun Folgen bestehende Serie für Frühjahr 2021 angekündigt. Anfang Januar 2020 wurde seitens Disney allerdings vermeldet, dass die Serie noch im selben Jahr erscheinen werde. Später wurde das Veröffentlichungsdatum zunächst auf Dezember 2020 konkretisiert und im Anschluss in den Januar 2021 verlegt. Durch die gleichzeitige Verschiebung anderer Filme und Serien aufgrund der COVID-19-Pandemie wurde WandaVision zum ersten Marvel-Studios-Projekt seit über 18 Monaten und zum Auftakt der sogenannten Phase Vier innerhalb des Marvel Cinematic Universe. Am 15. Januar 2021 erschienen die ersten beiden Folgen auf Disney+, während die restlichen Episoden im Wochenrhythmus veröffentlicht wurden. Die finale Folge wurde dabei erst zwei Wochen vor der geplanten Veröffentlichung fertiggestellt. Dieser enge Zeitplan hatte zur Folge, dass nur zwei statt wie geplant drei Episoden zu Beginn zeitgleich veröffentlicht wurden. Bereits gedrehte Szenen mit Monica Rambeau und dem Hasen Señor Scratchy wurden aufgrund der Handlungsfülle gestrichen – noch bevor die visuellen Effekte fertiggestellt wurden. Laut Produzent Kevin Feige stand zunächst auch die zeitgleiche Veröffentlichung aller Folgen zur Debatte. Aufgrund des großen Erfolgs von The Mandalorian fiel die Wahl jedoch auf ein wöchentliches Modell – um so den Fans auch Raum für Theorien und Spekulationen einzuräumen.
Am 12. März 2021 erschien mit der ersten Episode Making of WandaVision der Dokumentarserie Marvel Studios: Gemeinsam Unbesiegbar (Originaltitel: Marvel Studios: Assembled) ein exklusives Making-of zur Serie auf Disney+. Die Veröffentlichung der einstündigen Dokumentation mit Interviews verschiedener Beteiligter verspätete sich in einigen Ländern und wurde so erst am Folgetag im deutschsprachigen Raum freigeschaltet, allerdings nur mit Originalton trotz synchronisiertem Trailer. Knapp zwei Wochen später wurden die synchronisierten Tonspuren hinzugefügt.

## Episodenliste
| Nr. | Deutscher Titel                    | Originaltitel                        | Erstveröffentlichung | Drehbuch                          |
| --- | ---------------------------------- | ------------------------------------ | -------------------- | --------------------------------- |
| 1 | Mit einem Live-Publikum gefilmt    | Filmed Before a Live Studio Audience | 15. Jan. 2021        | Jac Schaeffer                     |
| Die frisch verheirateten Ehepartner Wanda und Vision ziehen in den Vorort Westview, wo sie sich ein Haus gekauft haben. Während Vision als Angestellter in einer Firma arbeitet, macht die Hausfrau Wanda Bekanntschaft mit ihrer Nachbarin Agnes und freundet sich mit dieser an. Vision erinnert sich gleichzeitig auf seiner Arbeit, dass am Abend ein Essen mit seinem Chef Arthur Hart und dessen Ehefrau bei ihm zu Hause ansteht. Für Hart hat das Treffen eine große Bedeutung, da er von diesem die Zukunft Visions in der Firma abhängig macht. Als Hart später mit seiner Frau an Wandas Tür klingelt, öffnet diese in der Annahme, am heutigen Abend mit ihrem Ehemann ihren Jahrestag zu feiern. Von den Harts überrascht muss sich Wanda mit Agnes’ Unterstützung Zutaten für das Abendessen besorgen, während Vision die Gäste unterhält. Mithilfe ihrer Fähigkeiten schafft es Wanda, eine Mahlzeit zuzubereiten, woraufhin es am Tisch zu Gesprächen über die Vergangenheit des Ehepaares kommt. Weder Wanda noch Vision können beantworten, woher sie kommen oder wie lang sie schon verheiratet sind. Als Arthur Hart schließlich etwas verschluckt, zu ersticken droht und nur durch Visions Fähigkeiten gerettet werden kann, findet der Abend ein Ende, wobei Hart Vision eine Beförderung verspricht. |                                    |                                      |                      |                                   |
| 2 | Nicht umschalten!                  | Don’t Touch That Dial                | 15. Jan. 2021        | Gretchen Enders                   |
| Wanda und Vision bereiten sich auf ihre Teilnahme an einem Talentwettbewerb in Westview vor, in dessen Rahmen eine Spendenaktion zugunsten der städtischen Schule veranstaltet werden soll. Später sucht Vision die Nachbarschaftswache des Vorortes auf, um merkwürdige Vorkommnisse und Geräusche auf seinem Grundstück anzusprechen. Gleichzeitig nimmt Wanda zusammen mit Agnes an einem Hausfrauentreffen der eingebildeten Dottie teil. Dort macht sie auch die Bekanntschaft von Geraldine, mit der sie sich schnell anfreundet. Nur wenig später hört Wanda eine männliche Stimme im Radio, die sie anzusprechen scheint, was sie zunehmend verunsichert. Auf dem im Anschluss stattfindenden Talentwettbewerb nutzt Vision seine Fähigkeiten, um vermeintliche Zaubertricks vorzuführen. Nur mit großer Mühe und ihren Kräften kann Wanda verhindern, dass die Zuschauer die übernatürlichen Fähigkeiten des Paares erkennen. Am Abend bemerken die Eheleute, dass Wanda augenscheinlich schwanger ist. Außerdem sehen sie eine mysteriöse Person aus einem Gully klettern, woraufhin Wanda die Zeit etwas zurückdreht und so die Geschehnisse verändert. |                                    |                                      |                      |                                   |
| 3 | Jetzt in Farbe                     | Now in Color                         | 22. Jan. 2021        | Megan McDonnell                   |
| Binnen weniger Stunden befindet sich Wandas Schwangerschaft bereits im vierten Monat, weshalb Vision einen zeitnahen Geburtstermin ausrechnet. Als er seine Bedenken äußert, die Nachbarschaft könnte die ungewöhnliche Schwangerschaft mitbekommen, und aufgrund vorgefallener Ereignisse erkennt, dass in Westview etwas nicht stimmt, dreht Wanda die Zeit etwas zurück und ändert die Realität in eine sorgenfreiere. Ihre Vorwehen verursachen derweil einen Stromausfall in der gesamten Nachbarschaft, während sie es in der Umgebung regnen lässt, als nur wenig später ihre Fruchtblase platzt. Vision macht sich daraufhin auf den Weg, einen Arzt zu holen. Unterdessen klingelt Geraldine an Wandas Tür und fragt nach einem Eimer, um das Wasser aus ihrem Haus beseitigen zu können. Wanda muss sich daraufhin alle Mühe geben, vor Geraldine ihre Schwangerschaft sowie ihre magischen Fähigkeiten zu verbergen. Als die Geburt jedoch zeitnah beginnt, fungiert Geraldine als Hebamme, woraufhin Wanda zwei Kinder zur Welt bringt: Tommy und Billy. Vision unterhält sich gleichzeitig mit seinen Nachbarn Agnes und Herbert, die beide ihre Bedenken über Geraldine äußern, besitze sie doch gar kein Haus in Westview. Auch Wanda erkennt unterdessen, dass Geraldine mehr zu wissen scheint, da diese den Tod von Wandas Bruder Pietro Maximoff anspricht. Als Geraldine daraufhin nicht beantworten kann, wer sie ist und was das S.W.O.R.D.-Abzeichen um ihren Hals bedeutet, wird sie kurzerhand von Wanda aus deren Realität geworfen und landet in einem Militärgebiet auf der Erde. |                                    |                                      |                      |                                   |
| 4 | Wir unterbrechen dieses Programm   | We Interrupt This Program            | 29. Jan. 2021        | Bobak Esfarjani & Megan McDonnell |
| Im Zuge des Blips kehrt die S.W.O.R.D.-Agentin Monica Rambeau im Jahr 2023 auf die Erde zurück und muss feststellen, dass ihre Mutter Maria Rambeau, die die Organisation S.W.O.R.D. einst gründete, drei Jahre zuvor verstorben ist. Nur drei Wochen später meldet sich Monica bei ihrer alten Arbeitsstelle zurück, wo sie von Director Hayward den Auftrag erhält, zusammen mit dem FBI in New Jersey einen Vermisstenfall zu untersuchen. Vor den Grenzen von Westview wird sie von FBI-Agent Jimmy Woo abgefangen, der ihr davon berichtet, dass nichts in die Stadt gelangen kann und sich auch keine Außenstehenden an Westview erinnern können. Daraufhin versucht Rambeau, eine Kameradrohne in die Stadt fliegen zu lassen; diese verschwindet jedoch in einem seltsamen Energiefeld, das die Stadt umgibt und nur wenig später auch Rambeau in sich aufnimmt. S.W.O.R.D. errichtet daraufhin binnen eines Tages einen provisorischen Stützpunkt vor den Stadtgrenzen und kontaktiert auch die Astrophysikerin Dr. Darcy Lewis. Diese empfängt mit ihren Geräten eine große Menge an Hintergrundstrahlung und wenig später auch die Fernsehserie „WandaVision“, in der Wanda und Vision sitcomartig zu sehen sind. Woo versucht daraufhin, über ein Funksignal eine Nachricht an Wanda zu senden, doch die Fernsehserie wird dadurch scheinbar nur kurzzeitig beeinträchtigt. Auch ein S.W.O.R.D.-Agent, der durch die Kanalisation in die Stadt vordringen soll, um das Energiefeld zu umgehen, bringt keine Aufklärung. Schließlich entdecken Lewis und Woo Monica Rambeau in der Fernsehserie, müssen jedoch feststellen, dass diese verschwunden ist, nachdem sie Wanda auf Ultron angesprochen hat. Monica wird daraufhin aus dem Energiefeld zurückgeworfen und berichtet, dass es Wanda ist, die die Stadt unter ihrer Kontrolle hat. |                                    |                                      |                      |                                   |
| 5 | In dieser ganz besonderen Folge …  | On a Very Special Episode...         | 5. Feb. 2021         | Peter Cameron & Mackenzie Dohr    |
| Nachdem Monica Rambeau aus der von S.W.O.R.D. als „Maximoff-Anomalie“ benannten Stadt Westview zurückgekehrt ist, versucht Director Hayward, Wanda als Terroristin darzustellen. Laut seiner Aussage habe sie neun Tage zuvor Visions toten Körper aus einer S.W.O.R.D.-Einrichtung gestohlen, diesen scheinbar wiederbelebt und zusammen mit den Einwohnern der Kleinstadt in ihrem Gewahrsam. Captain Rambeau, Agent Woo und Dr. Lewis schlagen sich zwar auf die Seite von Wanda und gehen davon aus, dass sie nicht aus Bosheit so handle, zeigen sich jedoch besorgt darüber, was passiert, wenn Vision die Illusion seines neuen Lebens erkennt. In Westview ziehen Wanda und Vision derweil ihre Zwillingssöhne Tommy und Billy auf. Beide wachsen außergewöhnlich schnell und erreichen so schon bald das zehnte Lebensjahr. Gleichzeitig beginnt Vision damit, die ihm bekannte Realität zu hinterfragen. Nicht nur findet er das Verhalten der aufdringlichen Agnes verdächtig, auf der Arbeit erfährt er über seinen Computer zudem von der Maximoff-Anomalie und befreit daraufhin seinen Arbeitskollegen Norm kurzzeitig aus dessen Rolle. Der Einwohner Abilash Tandon bittet Vision daraufhin um Hilfe und gibt an, dass Wanda seine Gedanken kontrolliere. Als Vision seine Frau am Abend zur Rede stellt, sie fragt, ob sie alle Menschen der Stadt lenke und was außerhalb von Westview liegt, weicht diese dem Streitgespräch aus. Anschließend klingelt ein Mann an der Haustür, der sich als Wandas totgeglaubter Bruder Pietro vorstellt. Da dieser jedoch anders aussieht, interpretiert die zuschauende Lewis ihn als „Neubesetzung“. Zuvor hatte S.W.O.R.D. versucht, mit einer bewaffneten Drohne nach Westview vorzudringen und Wanda auszuschalten, woraufhin diese kurzzeitig die Anomalie-Grenze verließ und Hayward drohte, sollte sie nicht endlich in Ruhe gelassen werden. |                                    |                                      |                      |                                   |
| 6 | Ein brandneues Halloween-Spuktakel | All-New Halloween Spooktacular!      | 12. Feb. 2021        | Chuck Hayward & Peter Cameron     |
| An Halloween möchte Wanda zusammen mit Vision, ihrem Bruder Pietro und ihren Kindern kostümiert um die Häuser ziehen. Vision redet sich jedoch mit dem Vorwand heraus, am heutigen Abend für die Nachbarschaftswache tätig zu sein. Während Wanda so mit ihrem Bruder auf Tommy und Billy aufpasst und über die gemeinsame Vergangenheit redet, offenbart sie, dass sie nicht genau wisse, wie sie die Maximoff-Anomalie einst erschaffen hat. Gleichzeitig beginnen ihre Kinder, eigene Fähigkeiten zu entwickeln: Tommy ist so schnell wie Pietro und Billy hat ähnliche telepathische Kräfte wie seine Mutter. Vision nähert sich derweil dem Stadtrand von Westview, wo die Anwohner in einer Zeitschleife zu stecken scheinen oder sich erst gar nicht bewegen. Als er daraufhin Agnes aus ihrer Rolle befreit und sie ihm offenbart, dass er ein toter Avenger sei und Westviews Einwohner die Stadt weder verlassen noch nach außen kommunizieren können, hinterfragt er die ihm gezeigte Realität. Außerhalb der Stadtgrenze stellen sich Rambeau, Lewis und Woo währenddessen gegen S.W.O.R.D.-Director Tyler Hayward, da sie seine Absicht, Wanda zu töten, nicht unterstützen, woraufhin sie der Basis verwiesen werden. Trotzdem können sie in eine Schaltzentrale eindringen, wo sie herausfinden, dass Hayward durch die Barriere hindurchsehen kann und sehr genau weiß, wie viele Leute sich an welcher Stelle innerhalb der Anomalie befinden. Nur wenig später müssen sie mitansehen, wie Vision das Kraftfeld durchbricht, von diesem aber wieder – teilweise in Stücke zerfallen – zurückgezogen wird. Als Wanda zeitgleich mitbekommt, dass sich ihr Ehemann in Gefahr befindet, vergrößert sie kurzerhand den Radius des Kraftfeldes, woraufhin neben der S.W.O.R.D.-Basis auch Darcy Lewis in die Anomalie aufgenommen wird. |                                    |                                      |                      |                                   |
| 7 | Durchbrechung der vierten Wand     | Breaking the Fourth Wall             | 19. Feb. 2021        | Cameron Squires                   |
| Nachdem sich die Maximoff-Anomalie ausgedehnt hat, besorgt sich Monica Rambeau von der US Air Force einen gepanzerten Rover, mit dem sie die Barriere durchbrechen will. Zuvor haben sie und Jimmy Woo aus einer E-Mail von Darcy Lewis erfahren, dass S.W.O.R.D. rund um Director Tyler Hayward Vision vor Wandas Diebstahl selbst zur Waffe machen wollte und diese jetzt zurückhaben möchte. Monica versucht daraufhin, mit dem Gefährt das Energiefeld der Anomalie zu durchstoßen, doch als ihr Plan scheitert, dringt sie ohne Schutz durch die Barriere und erhält so vom Kraftfeld ihre eigenen Kräfte. Innerhalb von Westview verfällt Wanda derweil nach den vorherigen Ereignissen in Depressionen, weshalb sich Agnes bereiterklärt, auf Tommy und Billy aufzupassen. Vision trifft unterdessen auf Darcy Lewis, befreit sie aus ihrer Rolle als Entfesselungskünstlerin des Zirkus, zu dem die ehemalige S.W.O.R.D.-Basis durch die Anomalie gemacht wurde, und lässt sich von ihr über die Ereignisse vor Westview aufklären, so auch über seinen Tod. Gleichzeitig trifft Monica auf Wanda, doch bevor sie dieser helfen kann, taucht Agnes auf und bringt Wanda zu ihrem Haus. Dort fällt der Familienmutter das Verschwinden ihrer Söhne auf und als sie Agnes damit konfrontiert, gibt sich ihre angebliche Nachbarin als Hexe Agatha Harkness zu erkennen. Wie sich herausstellt, war sie für viele Vorkommnisse der letzten Tage verantwortlich, so unter anderem für den Tod des Familienhunds Sparky oder das Auftauchen von Pietro, der Monica beim Herumschnüffeln rundum Agathas Haus erwischt. |                                    |                                      |                      |                                   |
| 8 | Was bisher geschah                 | Previously On                        | 26. Feb. 2021        | Laura Donney                      |
| Im Jahr 1693 verrät Agatha Harkness in Salem, Massachusetts ihren Hexenzirkel, stiehlt Wissen und übt dunkle Magie aus. Als sie daraufhin von anderen Hexen hingerichtet werden soll, nutzt sie ihre Fähigkeiten, befreit sich und bringt alle Anwesenden, darunter auch ihre Mutter, um. Im Jahr 2023 wird Wanda von Agatha in deren Keller festgehalten. Als Wanda Agatha nicht verrät, wie ihre Magie so mächtig sein und sie eine ganze Stadt kontrollieren kann, konfrontiert Agatha sie mit traumatischen Erlebnissen aus ihrer Vergangenheit. So muss Wanda erneut mitansehen, wie ihre Eltern durch eine Bombe sterben, wie sie und ihr Bruder Pietro sich daraufhin tagelang unter einem Bett verstecken und wie Hydra Jahre später mit ihr experimentiert. Als Agatha Wandas Fokus schließlich auf den Tod von Vision lenkt, wird gezeigt, wie Wanda einst das S.W.O.R.D.-Hauptquartier aufsuchte, um den Leichnam ihres Geliebten mitzunehmen und zu bestatten. Damals hat sich Director Hayward gegen dieses Vorhaben gestellt, da es seine moralische und gesetzliche Verpflichtung sei, die Waffe Vision zu demontieren. Wanda verließ daraufhin, entgegen Haywards Behauptung, das Hauptquartier ohne Visions Körper und fuhr nach Westview, wo Vision vor seinem Tod ein Grundstück zum Zusammenleben gekauft hat. Auf dem Grundstück angekommen lässt Wandas zunehmend instabiler Zustand ihre Kräfte verrücktspielen. Schließlich erzeugt sie die Maximoff-Anomalie und erschafft mit ihren Fähigkeiten einen neuen Vision. Agatha erklärt Wanda, dass sie bereits als Kind beim Entschärfen der Bombe zauberte und der Infinity-Stein unter Hydra ihre Kräfte verstärkte. Wandas Kraft zur Spontan-Erschaffung, die „Chaos-Magie“, deutet Agatha so, dass sich hinter Wanda der gefährliche Mythos der „Scarlet Witch“ verbirgt. Außerhalb der Anomalie aktiviert Hayward mit einem Teil von Wandas gespeicherter Energie den alten, zusammenmontierten Vision, wobei dieser jedoch farblos bleibt. |                                    |                                      |                      |                                   |
| 9 | Serien-Finale                      | The Series Finale                    | 5. März 2021         | Jac Schaeffer                     |
| Während sich Agatha und Wanda bekriegen, wobei Agatha ihrer Rivalin die magischen Kräfte entziehen möchte, erscheint der von Hayward gesandte, wiederaktivierte Vision. Dieser hat den Auftrag, Wanda umzubringen, wird jedoch vom von Wanda erschaffenen Vision aufgehalten, der zudem die Erinnerungen der farblosen Maschine wiederherstellen kann. Der originale Vision, weiterhin ohne Gedankenstein, verlässt danach den Ort des Geschehens. Agatha stoppt die Gedankenkontrolle der Einwohner Westviews, die sich nun gegen Wanda wenden. Als die Scarlet Witch erkennt, was für Leid sie bei den Bürgern angerichtet hat, entscheidet sie sich dafür, die Maximoff-Anomalie aufzugeben. Vision und ihre Kinder beginnen sich allerdings aufzulösen, da sie nur in der von Wanda erschaffenen Welt leben können, weshalb die Familienmutter die Zerstörung der Anomalie stoppt. Trotzdem gelingt es S.W.O.R.D. rund um Hayward innerhalb dieses kurzen Zeitfensters, mit Militärfahrzeugen nach Westview einzudringen. Als Hayward auf Billy und Tommy schießt, stellt sich Monica in die Schusslinie und kann die Kugeln mit ihren neuen Kräften aufhalten. Hayward versucht daraufhin zu fliehen, wird aber von der eintreffenden Dr. Lewis aufgehalten und später durch die von Agent Woo gerufene Unterstützung verhaftet. Wanda nimmt Agatha derweil all ihre Kräfte und fesselt sie dauerhaft an die Rolle der neugierigen Nachbarin Westviews. Im Anschluss erkennt Wanda, dass sie ihren Schaden in der Stadt beheben und sich von ihrer Familie verabschieden muss. Nachdem sich Vision, Tommy und Billy aufgelöst haben, verlässt Wanda Westview. Monica bekommt eine Botschaft von einer Skrull und soll mithilfe eines gemeinsamen Freundes die Erde verlassen. Wanda zieht sich hingegen an einen abgelegenen Ort in den Bergen zurück, wo sie in ihrer Astralform das „Darkhold“ – ein Zauberbuch, das sie Agatha entnahm – studiert und dabei Hilfeschreie ihrer Söhne hört.                     |                                    |                                      |                      |                                   |
| Jede Folge wurde weltweit am selben Tag auf Disney+ erstveröffentlicht. Alle Episoden wurden unter der Regie von Matt Shakman gedreht. Die einzelnen Originaltitel sind an historische Vorspann- bzw. Werbephrasen des US-amerikanischen Fernsehens angelehnt. |                                    |                                      |                      |                                   |

## Themen und Motive

### Sitcoms und Werbespots
Nachdem Wanda vom Schmerz in ihrem Leben gezeichnet wurde, schafft sie es nicht, mit den Folgen eines undenkbaren Verlustes umzugehen. Als Reaktion auf ihre Einsamkeit und Trauer über den Tod von Vision verwandelt sie den Ort Westview in eine idealisierte Vorstadt, in der sie mit ihrem Mann und ihren durch Magie erschaffenen Kindern das glückliche Leben leben kann, das ihr verweigert wurde. Sitcoms sind dabei eine sichere Welt, in der Probleme innerhalb kurzer Zeit gelöst werden und eine häuslichere Ruhe am Ende wiederhergestellt wird. Die sicheren Abläufe und starren Strukturen geben Wanda das Gefühl, Kontrolle über die Scheinwelt zu haben, was sie in ihrem früheren Leben nie hatte. Das fröhliche Äußere überdeckt allerdings nur die dunkle Realität. Sitcoms sind der von Wanda gewählte Weg, mit ihrem Schmerz und den eigentlichen Problemen im wirklichen Leben innerhalb einer Komfortzone umzugehen. Dies wird auch auf der Metaebene deutlich, denn Sitcoms waren schon immer ein kultureller Kommentar und ein Fenster zu der Zeit, in der sie entstanden sind.
Der Zuschauer selbst hat eine andere Sicht auf die surrealen Sitcoms. Für ihn ist WandaVision keine klassische Sitcom innerhalb des MCU, sondern eine Methode, die wahren Absichten der Serie sowohl zu überbringen als auch zu verschleiern. Einerseits wird Nostalgie durch die Hommagen hervorgerufen, andererseits ist der Sitcom-Aspekt ein klarer Kontrast gegenüber der emotionalen Dunkelheit, was einen zentralen Konflikt der Serie befeuert. Einige Folgen ignorieren dabei die Realität außerhalb der von Wanda erschaffenen Scheinwelt völlig, wobei fehlende Kontinuität einzelne Folgen zum Teil wie ein neues Abenteuer wirken lässt, während andere die MCU-Handlung vorantreiben.
Die innerhalb von WandaVision eingespielten Werbespots wurden von den Machern als natürliche Elemente der fiktiven Serie angesehen und sind von den Ereignissen aus der Show sowie von Schlüsselszenen aus Wandas persönlicher Vergangenheit beeinflusst. In Kombination mit dem Sitcom-Aspekt tragen sie maßgeblich zum Mysterium der Serie bei, geben aber durch Anspielungen und Referenzen auf andere MCU-Filme schon früh Hinweise auf zentrale Themen und die realen Hintergründe von WandaVision. Die Werbespots dienen dabei nicht allein dem Zuschauer als subtile Erinnerung an vorherige Geschehnisse, sondern sollen auch Wandas Unterbewusstsein auf die Falschheit der Scheinwelt aufmerksam machen und sie so in die Realität zurückholen. Von der ursprünglichen Idee, dass Doctor Strange für die Werbespots verantwortlich ist und so zu Wanda durchdringen möchte, wurde von den Machern Abstand genommen, um sich weiterhin auf Wanda fokussieren zu können.
Die Werbung für einen tickenden Toaster von Stark Industries ist ein Verweis auf den Tod von Wandas Eltern, die durch eine von Tony Starks Unternehmen produzierte Bombe starben. Die Spots für eine „Strucker“-Armbanduhr und „Hydra“-Seife spielen auf ihre Zeit bei HYDRA an, wo Wanda von Baron von Strucker bei Experimenten mit dem Gedankenstein ihre Kräfte stärker entfaltete. Die Lagos-Küchenrolle steht schließlich sinnbildlich für die durch sie verursachten Kollateralschäden während eines Einsatzes der Avengers, woraufhin Wanda innere Auseinandersetzungen über das Ausmaß ihrer Kräfte führte. Die Werbung in der sechsten Folge für einen „Yo-Magic-Joghurt“ stellt insofern einen Bruch innerhalb der Spots dar, als keine Geschehnisse aus Wandas Vergangenheit mehr thematisiert werden. Vielmehr wird nun adressiert, dass Vision nur durch ihre magischen Fähigkeiten innerhalb der von ihr erschaffenen Realität am Leben ist und Wanda außerhalb der Scheinwelt den Tod nicht umkehren kann. Andere Interpretationen sehen Agatha Harkness als Thema der animierten Werbung, da diese selbst stärker und mächtiger wird, indem sie anderen Hexen deren Magie entzieht. Der letzte Werbespot für „Nexus“-Antidepressiva spiegelt Wandas Gemütszustand sowie ihre Trauer innerhalb von WandaVision wider. Gleichzeitig lassen sich Comicbezüge zum Wort „Nexus“ herstellen. So ist Wanda in der Comicvorlage ein „nexus being“, das allen Zeitlinien und Realitäten gleichermaßen angehört; ein „Nexus“ selbst ist dabei ein Tor zu anderen Realitäten des Multiversums.

### Trauer und ihre Phasen
Der Umgang mit Verlust und Trauer ist ein zentrales Thema der Serie. Die Traumatherapeutin Erin Qualey attestiert WandaVision, das Thema aus einem mitfühlenden und kreativen Blickwinkel zu betrachten. Anders als bei anderen Superheldenverfilmungen wird Trauer nicht als Ausrede für schlechtes Benehmen benutzt, sondern als herzzerreißend komplexer Prozess angesehen. Die aufgeworfene Frage, wie der Mensch die verlorene Kontrolle nach einem Verlust zurückgewinnen kann, wird mit der Schlussfolgerung beantwortet, dass das Eingeständnis der eigenen Schwäche die eigentliche Stärke sei. Qualey zieht zudem Parallelen zur COVID-19-Pandemie, in der auch die Hoffnung der Schlüssel sei, um einen Ausweg aus der Trauer zu finden.
Der Realismus der Trauerdarstellung kommt laut Jill Harrington, einem auf Trauer spezialisierten Sozialarbeiter und Assistenzprofessor an der Chicago School of Professional Psychology, daher, dass Wanda die Wurzeln ihres Schmerzes nicht anerkennt und ihren Kummer unterdrückt, genauso wie es die Gesellschaft im echten Leben bevorzugt. Innerhalb des fortschreitenden Prozesses, der Zeit und Energie benötigt, kommt es auch zu surrealen Elementen, die sich wie ein Traum mit ausschnitthaften, geliebten Erinnerungen anfühlen und in der Serie durch die Sitcoms repräsentiert werden. Wanda findet an dieser Stelle zwar Trost als Bösewicht und macht unschuldige Zivilisten zu den Opfern ihrer Trauer, doch am Serienende erkennt sie, dass einzig ihre unauslöschliche Liebe ihre Erlösung ist. Die Botschaft der Serie an dieser Stelle ist, dass Trauer einen tiefgreifenden Einfluss auf jede Person hat, sich sowohl auf gesunde als auch auf giftige Weise in einem manifestieren kann, einen aber niemals kontrollieren sollte. Trauer ist die Art, wie man seine Geliebten bei sich behält, und die ultimative Heldentat in der Serie ist, dass Wanda letztendlich der Liebe und nicht dem Schmerz gedenkt.

“But what is grief, if not love persevering?”

„Aber was ist Trauer, wenn nicht Liebe, die überdauert?“

Einzelne Handlungsaspekte von WandaVision können auf das von Elisabeth Kübler-Ross erstellte Modell der Trauer übertragen werden. So stellt die vor allem zu Beginn der Serie im Vordergrund stehende Sitcom-Thematik die erste Phase des Modells dar – das Leugnen. Wanda taucht in eine selbst konstruierte Fantasiewelt ein, in der sie mit Vision glücklich leben kann. Eine Welt, in der etwas für sie so Wichtiges nicht vorhanden ist, wird von ihr nicht akzeptiert. Kleinere Risse in ihrer Realität führen schließlich zur zweiten Phase, dem Zorn. Dieser ist wie ein Selbstverteidigungsmechanismus, um sich vor den Bedrohungen besagter Fantasiewelt zu schützen und die schwindende Kontrolle über ebendiese zu behalten. Innerhalb der Serie wird diese Phase durch farbige Elemente in der Schwarz-weiß-Welt sowie die Konfrontation durch Monica Rambeau mit der Außenwelt und dem Tod von Pietro Maximoff repräsentiert. Obwohl Wanda Monica daraufhin gewaltsam aus ihrer Welt verbannt, schreitet die Einschränkung ihrer Kontrolle voran, wodurch die dritte Phase, das Verhandeln, eingeleitet wird. Hierbei erkennt Wanda, dass sie die Veränderungen in ihrer Umwelt nicht verhindern kann und akzeptieren muss. Gleichzeitig ist sie noch so weit von der Akzeptanz ihrer Trauer entfernt, dass sie glaubt, Verhandlungsmaßnahmen ergreifen zu können, um ihr Leid zu lindern, aber gleichzeitig an ihrem Glück festhalten zu können. In WandaVision zeigt sich dies in der Szene, als Wanda S.W.O.R.D. konfrontiert und von der Organisation fordert, ihr zu erlauben, die Fantasiewelt aufrechtzuerhalten. Schließlich komme die Phase der Depression, in der zu viele Fragen aufgeworfen wurden, als dass die Illusion wirklich aufrechterhalten werden könnte. Wanda erkennt die eigenen Grenzen und ihre Unfähigkeit, eine perfekte Welt zu erschaffen, woraufhin ihre Kontrolle über sich selbst und somit auch über die von ihr erschaffene Welt verschwindet. In der Serie wird dies vor allem durch Lethargie, Zweifel und Selbstironie der Hauptperson deutlich. Am Tiefpunkt ihrer Depression entdeckt Wanda mit Vision schließlich eine geschätzte Erinnerung, die zur Phase der Akzeptanz führt. Durch ein Zitat von Vision kommt ihre Entschlossenheit zurück, mit der sie sich auch den Verlockungen von Agatha widersetzen kann, weiterhin in einer Scheinwelt zu leben. Wanda erkennt stattdessen ihre Verantwortung gegenüber der Realität, setzt sich mit ihrer Trauer auseinander und akzeptiert so schließlich den Verlust von Vision.

### Hexagonale Formen
Hexagonale Formen und die damit verbundene Zahl „6“ stellen wiederkehrende Motive in WandaVision dar. Sechsecke tauchen in vielen Vor- und Abspannen auf, werden von Monica Rambeau als Ohrringe getragen und auch die Form der „Maximoff-Anomalie“ ist ein Hexagon – in der Serie als „Hex“ bezeichnet. Daneben fehlt auf sämtlichen Uhren, Radios und Zifferblättern die Ziffer „6“, während über die Serie hinweg insgesamt sechs Sitcom-Epochen inszeniert werden. Im Marvel Cinematic Universe ist diese Zahl von großer Bedeutung; so gibt es beispielsweise sechs „Infinity-Steine“ im fiktiven Universum. In WandaVision kann eine Parallele zur biblischen Schöpfung der Welt innerhalb von sechs Tagen gezogen werden, denn in der Serie erschafft auch Wanda ihre eigene Realität. Andere Interpretationen beziehen sich auf den deutschsprachigen Wortstamm „Hex“, der für „Hexenkraft“ stehend sinnbildlich die magischen Aspekte der Serie repräsentieren kann. Die Kräfte von Wanda sind dabei in den Comics auch als „hex magic“ bekannt. Außerdem können Parallelen zur fiktiven Organisation A.I.M. gezogen werden, die in den Comics ein hexagonales Logo hat. Die Mitglieder der Organisation tragen Imkeranzüge – ein weiteres Motiv, das in WandaVision stellenweise aufgegriffen wird. Zum Teil wurden auch Bezüge zum Film Guardians of the Galaxy und dessen Fortsetzung hergestellt, in denen Hexagone als wurmlochartige „Sprungpunkte“ genutzt wurden.

## Rezeption

### Zugriffszahlen und Fantheorien
Bereits in den Wochen vor Serienstart konnte ein regelrechter Hype um WandaVision beobachtet werden, weshalb hohe Zugriffszahlen für Disney+ prognostiziert wurden. Der US-amerikanische Anbieter Samba TV, der die Einschaltquoten von Fernsehserien auf Smart-TVs auswertet, verzeichnete schließlich, dass die Serie am Starttag von rund 655.000 und am Startwochenende von insgesamt 1,6 Millionen US-Haushalten gesehen wurde. Dadurch befand sich WandaVision laut Disney+ selbst neben dem Auftakt der zweiten Staffel von The Mandalorian unter den meistgesehenen Serienpremieren des Dienstes. Die ebenfalls US-amerikanischen Nielsen Ratings gaben an, dass die ersten beiden Folgen innerhalb von sieben Tagen mit 434 Millionen geschauten Minuten rund 6,5 Millionen Haushalte erreichen konnten, was dem sechsten Platz der plattformübergreifenden Wochen-Charts entsprach. Laut einer Hochrechnung durch TVision war WandaVision plattformübergreifend die meistgesehene Serie im Januar 2021 in den Vereinigten Staaten und wurde rund 80-mal häufiger abgerufen als die durchschnittliche SVOD-Veröffentlichung. Nach Veröffentlichung der fünften Episode gab Parrot Analytics an, dass WandaVision auch weltweit die meistgesehene Serie sei. In den Nielsen Ratings für die meistgesehenen Streamingserien des Jahres 2021 belegte WandaVision den vierzehnten Platz.
Im Zuge der Veröffentlichungen der siebten Folge kam es in den Vereinigten Staaten, in Kanada und im Vereinigten Königreich aufgrund des großen Andrangs teilweise zu kurzzeitigen Ausfällen von Disney+. Ähnliches passierte in den Vereinigten Staaten erneut bei der finalen neunten Folge. Durch die große mediale Aufmerksamkeit kamen zahlreiche Theorien während der wöchentlichen Veröffentlichung von WandaVision auf. Dabei spekulierten Fans im Internet nicht nur über zukünftige Handlungsstränge und Plot Twists der Serie, sondern auch über mögliche Auftritte von Figuren wie Mephisto, Doctor Strange oder Reed Richards. Teile der Fanszene waren im Anschluss aufgrund gesteigerter Erwartungen enttäuscht, dass ihre Theorien nicht der Wahrheit entsprachen. An anderen Stellen wurde angemerkt, dass die zahlreichen Spekulationen den Fokus von der eigentlichen Serie genommen hätten.

### Kritiken
WandaVision wurde insgesamt sehr positiv rezipiert und von vielen Kritikern für den Ideenreichtum und experimentellen Charakter gelobt. Auch die schauspielerischen Leistungen innerhalb der eher intimen Geschichte sowie der Humor und die Mystery-Aspekte wurden vielerorts gewürdigt. Vereinzelte Kritik erfuhren unter anderem das langsame Erzähltempo, die Actionszenen und die in den Augen einiger Kritiker zu eindimensionale Schurkin.
Bei Rotten Tomatoes konnte WandaVision 91 % der 416 gelisteten Kritiker überzeugen und bekam dabei eine durchschnittliche Bewertung von knapp acht aus zehn Punkten. Als zusammenfassendes Fazit zieht die Website, die Serie sei teilweise eine liebevolle Hommage an die Fernsehgeschichte, teilweise ein ungewöhnliches Mysterium und somit eine wunderbar seltsame aber mutige Erweiterung des Marvel Cinematic Universe für die kleinen Bildschirme. Auf Metacritic erhielt WandaVision basierend auf 43 Kritiken einen Metascore von 77 von 100 möglichen Punkten.

#### Englischsprachige Kritiken
Matt Purslow von IGN attestiert WandaVision, mutig und experimentell zu sein, auch wenn er einzelne Aspekte der Serie zum Teil deutlich kritisiert. Im Gegensatz zu den bombastischen Schauplätzen der MCU-Filme führe die Serie seine Zuschauer an ungewohnte Orte, an denen nicht Action, sondern die Beziehung zwischen den Hauptfiguren die Handlung trage. Dabei gehe das Konzept der Sitcoms auf, auch wenn das junge Publikum eher an formelhafte Filme gewöhnt sei. Zu Beginn von WandaVision stünde so vor allem der Humor im Vordergrund und da dem Zuschauer zunächst kein Kontext gegeben werde, entstünde ein Mysterium. Das Sitcom-Format habe gleichzeitig aber auch den Nachteil, dass viele Ideen in relativ kurzer Zeit behandelt werden müssten. Ein Resultat davon sei, dass die Antagonistin Agatha Harkness in den ersten beiden Dritteln der Serie kaum vorkomme, dadurch nicht den nötigen Raum habe, sich zu entwickeln, und deshalb sehr cartoonhaft wirke. Ein weiterer Fehler von WandaVision sei, dass auch in der fortgeschrittenen Handlung weiter an den Mystery-Elementen festgehalten werde, obwohl so viele Hinweise gestreut wurden, dass die Twists keine großen Überraschungen mehr seien. Zudem würden die Wendungen das Pacing verringern, da sie oftmals am Ende einer Folge oder innerhalb einer Mid-Credit-Szene platziert wurden und diese somit genau dann beenden, wenn die Episode erst richtig an Fahrt aufgenommen hätte. Manche Cliffhanger würden gar so wirken, als hätte man sie nur zu Marketingzwecken in die Serie eingebaut, wodurch sich WandaVision zeitweise so anfühle, als wollten die Macher die Zeit bis zum großen Finale mit etwas füllen. Trotz dieser kritisierten Punkte lobt Purslow die beiden charmanten Hauptfiguren, die das Highlight der Serie seien. Paul Bettany sei dabei eher für die witzigen Aspekte zuständig, während es Elizabeth Olsen mit Bravour beherrsche, Darbietungen aus dem vergangenen Jahrhundert zu imitieren oder auch emotionale Momente zu tragen. Eine große Stärke sei dabei, dass die Serie das Handeln seiner Protagonisten hinterfrage und auch als falsch darstelle. Ebenso würden vor allem philosophische Ansätze von Vision beweisen, wie weit sich das MCU als Popcornkino bezüglich der Drehbuchstandards entwickelt habe. Hinsichtlich des Serienfinales urteilt Purslow, WandaVision habe kein ganz zufriedenstellendes Ende, da einige Handlungsstränge offen blieben und so beispielsweise die Figur Monica Rambeau ausschließlich für weitere Filme aufgebaut wurde, anstatt innerhalb der Serie eine eigene Geschichte zu bekommen.
Bezüglich des Serienfinales kommt Erik Kain von Forbes zu einem ähnlichen Urteil. Das Ende der schrulligen und überraschenden Serie sei solide, aber auch nicht mehr. Vor allem die zuvor großartige Agatha werde letztendlich zu eindimensional porträtiert. Außerdem fühle sich die Auflösung des finalen Konflikts zu gehetzt, einfach und unvollständig an. Einzig die Konfrontation zwischen beiden Visions funktioniere richtig. Trotzdem sei WandaVision eines der ambitioniertesten und unterhaltsamsten MCU-Projekte. Es sei für Kain zudem beruhigend, zu wissen, dass die Serie abgeschlossen ist und später nicht durch eine „miese zweite Staffel“ zerstört werden könne.
Ben Travers von IndieWire äußerte sich, Visions Abschied habe Anmut sowie Kraft und sei der emotionale Höhepunkt der gesamten Serie. Die Actionszenen würden hingegen weitestgehend verblassen, ebenso bekämen Randall Park sowie Kat Dennings über alle Folgen hinweg zu wenig zu tun und auch Evan Peters erhalte ein eher enttäuschendes Ende. Dies sei vor allem der Tatsache geschuldet, dass sich WandaVision größtenteils auf die Lösung von Wandas Problemen fokussiere. Diese durchlebe eine klassische Heldenreise, werde zeitgleich aber auch zum Bösewicht gemacht, da ihre Taten als notwendige Opfer dargestellt werden würden. Trotzdem biete die Serie keine vollständig abgeschlossene Geschichte rund um die Titelfiguren, sondern sei wie zu erwarten nur ein weiteres Kapitel im fortlaufenden MCU.
Lucy Mangan vom Guardian bezeichnet WandaVision in ihrer Kritik als „Geschenk“, das „köstlich, selbstbewusst und stilvoll“ umgesetzt wurde. Jede Folge sei vom Drehbuch, der Beleuchtung, der Kameraarbeit sowie den Seitenverhältnissen her perfekt, sodass die Serie wie Die Truman Show nur verteilt auf einzelne Episoden wirke. Während die Parodien Spaß machen würden, wobei insbesondere die zündenden Witze sowie die schauspielerischen Leistungen hervorstechen, verleihen dunklere Untertöne jeder Folge Kraft und Struktur. Die willkommenste Qualität sei dabei, dass die Serie keine Spur von Zynismus beinhalte.
Zu einem deutlich kritischeren Urteil gelangt Mike Hale von der New York Times. WandaVision füge sich für ihn zwar besser in die Kontinuität der Filmreihe ein und habe auf der „Comic-Fan-Ebene“ einiges zu bieten, doch belastet die eigene Exzentrizität die Serie zu sehr. Auch nach drei Folgen warte man noch darauf, dass die Serie endlich in Fahrt komme. Die Sitcoms seien zwar geschickt und liebevoll inszeniert, aber auch wenig einfallsreich, kaum lustig und zu nahe am Original. Insgesamt sei die Mischung aus paranoischem Mysterium, nostalgischen Popkultur-Referenzen, Situationskomödie und Science-Fiction-Verschwörungsthriller für Hale sogar zu durchdacht. Außerdem bemängelt er den zu langen Abspann nach jeder Folge.
Fast gänzlich negativ steht Dominic Patten von Deadline der „ermüdenden“ Serie gegenüber, die für ihn eines der schlechtesten Werke innerhalb des MCU und ein Betrug an den Fans sei. Für ihn dringe WandaVision in keine neuen Territorien vor und passe so zum schier endlosen MCU, das sich mit dem neuen Streamingdienst Disney+ scheinbar rückwärts bewege. Stattdessen bezichtigt Patten die Serie, nur konzipiert worden zu sein, um neue Abonnenten für den Anbieter zu gewinnen, gleichzeitig aber aufgrund der Sitcom-Aspekte nur für ältere Zuschauer wirklich zu funktionieren. Daran würden auch die zum Teil guten Darbietungen von Olsen und Bettany nichts ändern, die beide ein gutes Timing bei Witzen hätten, während Kathryn Hahn mit ihrer Verkörperung der stereotypischen versoffenen und verärgerten Nachbarin nicht überzeuge. WandaVision sei insgesamt zwar visuell beeindruckend, habe aber nichts von der Reife und Tiefgründigkeit der MCU-Netflix-Serien oder von Marvel’s Agents of S.H.I.E.L.D. gelernt.

#### Deutschsprachige Kritiken

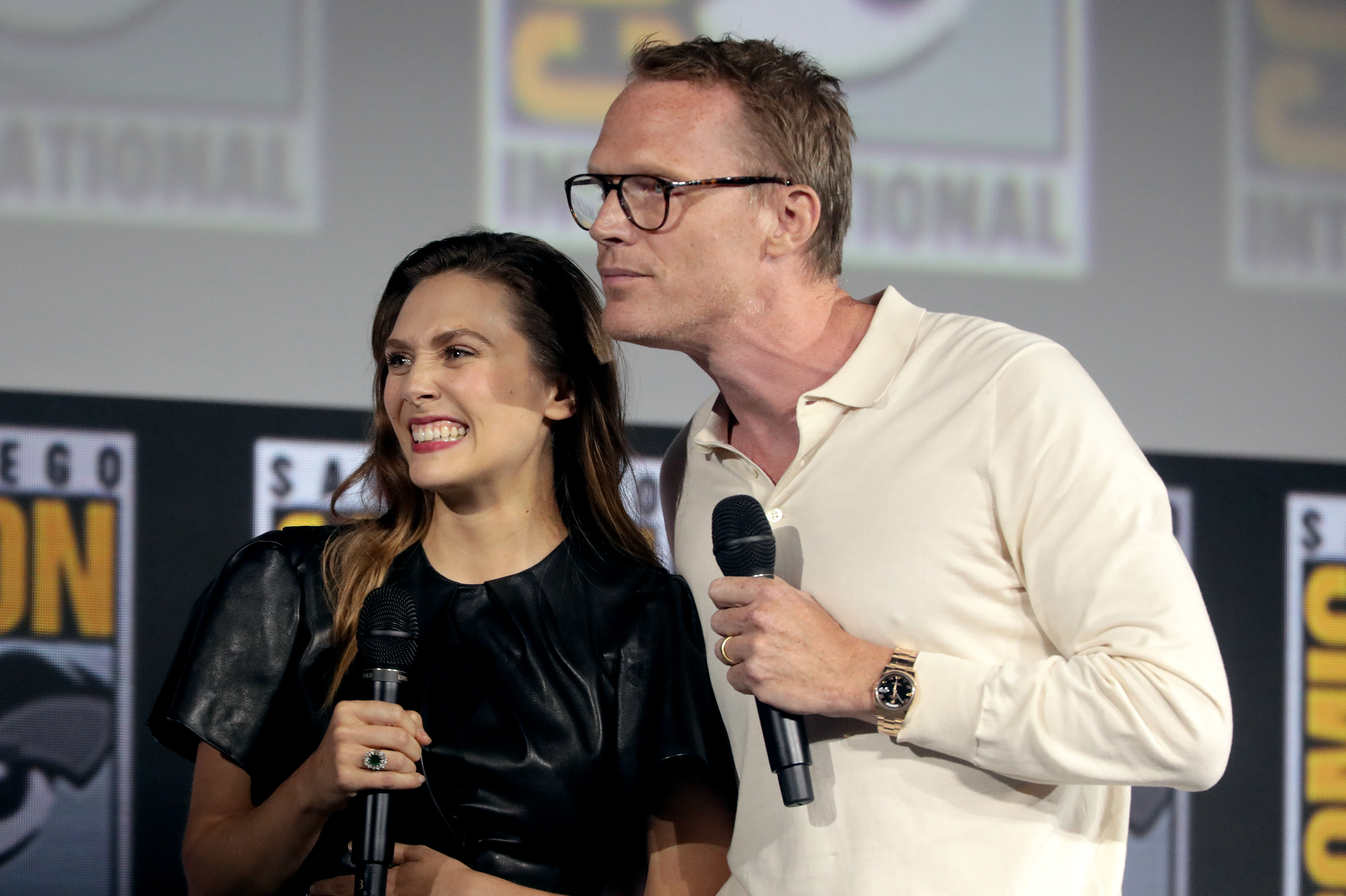
Die schauspielerischen Leistungen von Elizabeth Olsen und Paul Bettany wurden von Kritikern vielfach positiv hervorgehoben.

Andreas Borcholte urteilt in seiner Kritik für den Spiegel, WandaVision sei eine ungewöhnliche Miniserie, bei der zum ersten Mal im Marvel Cinematic Universe das Schauspielerische und nicht die Action im Vordergrund stehe. Der Zuschauer merke dabei, dass es zwischen Elizabeth Olsen und Paul Bettany viel professionelle Dynamik und Vertrautheit gebe, beide zum ersten Mal aber auch ihr komödiantisches Talent zeigen dürften. Im Verlaufe der Handlung etabliere sich dabei zunehmend ein Horrorambiente, wodurch die Serie zu einer Mischung aus „Screwball-Comedy, Mystery-Grusel und Verschwörungsthriller“ werde, was überraschend gut zur heutigen Zeit der COVID-19-Pandemie passe.
Für Marc Schneider von Quotenmeter.de strapaziere WandaVision zu Beginn die Geduld seiner Zuschauer, auch wenn die historischen Sitcoms hervorragend in Szene gesetzt und mit liebevollen Hommagen gespickt wurden. Positiv seien hierbei vor allem die schauspielerischen Darbietungen von Paul Bettany und Elizabeth Olsen hervorzuheben, durch die ihre Figuren perfekt zum Setting passen würden. Des Weiteren würden detailreiche Kostüme und Masken zusammen mit liebevoll ausgestatteten Sets ein stimmiges Gesamtbild erschaffen. Als Kritikpunkt hebt Schneider hervor, dass vor allem die jüngeren Zuschauer erst ab dem Ende der dritten Folge einen echten Anreiz hätten, die Serie weiterzuschauen, und Einsteiger in das MCU erst recht nicht die vielen Anspielungen an vorherige Filme verstehen könnte. Als Fazit zieht Schneider, WandaVision bestehe aus vielen unterschiedlichen Elementen, die einzeln nicht jedem Zuschauer gefallen dürften, zusammen aber recht gut harmonieren. In erster Linie sei die Serie ein gelungenes, gewagtes Experiment der Marvel Studios, sich von dem üblichen „gleichen Einheitsbrei“ abzuheben.
Auch Sonja Thomaser von der Frankfurter Rundschau kommt zu dem Schluss, dass die Serie nur für MCU-Kenner funktioniere und als Einstieg in das Filmuniversum nicht geeignet sei, da man sonst beispielsweise den tragischen Hintergrund der Hauptfiguren nicht kenne. Nichtsdestotrotz attestiert sie der Serie einen „tatsächlich noch nie gesehene[n] Erzählstil und ein[en] abwechslungsreiche[n], kontrastierende[n] Rahmen“, obwohl der Zuschauer in den ersten drei Folgen größtenteils verwirrt werde. Dabei würden vor allem diese Episoden an Liebe zum Detail für frühe Sitcoms strotzen, inklusive sexistischer Werbespots. So sei WandaVision insgesamt ein Kontrastprogramm zu den großen Blockbustern, das funktioniere, da der Zuschauer Antworten auf all seine Fragen haben wolle.
Julia Hackober von Die Welt nennt WandaVision eine „Fanfiction in der Deluxe-Version“, bei der die wöchentliche Veröffentlichung für Fans im Binge-Zeitalter eine Folter sei, aber auch zur Geheimniskrämerei beitrage. Die Serie verblüffe mit einem inszenatorischen Ideenreichtum, der eher an ein „schräges Indie-Filmprojekt als an Hollywood“ erinnere. Positiv hebt Hackober die schauspielerischen Leistungen, das altmodisch-verschwurbelte Drehbuch und die erfrischende Wirkung hervor. Auch wenn sich die Fantasie und der Witz in einem sehr gemächlichen Tempo entfalten würden, habe WandaVision letztendlich eine „klasse Inszenierung“, die neben den Hommagen vor allem durch einen Perspektivwechsel der Hauptfiguren – der Wunsch von Superhelden nach Normalität – begünstigt werde. Der subtile Horror, dass diese Hoffnung insgeheim scheitern könnte, hätte nicht auf eine Kinoleinwand mit großen Schlachten gepasst.
Für Thorben Pollerhof von Der Standard biete WandaVision viel Liebe zum Detail, was sich insbesondere im Setdesign zeige. Die Prämisse sei dabei der Zünder für ein Feuerwerk kreativer Ideen, wobei nicht nur die Sitcomstile gut eingefangen werden würden, sondern auch die Darsteller genug Freiraum bekämen, um ihre eigene Klasse zeigen zu können. Des Weiteren lobt Pollerhof die Dynamik zwischen den Hauptfiguren, die gut geschriebenen Dialoge und die einzelnen Momente unheimlicher Stimmung, welche besonders gut funktionieren würden.
Als untypische, verzwickte Geschichte, in dessen Vordergrund vor allem der Spaß stehe, wird die Serie von Marius Ochs von FilmplusKritik charakterisiert. WandaVision biete ausreichend Fanservice, spannende Cliffhanger, Sitcom-Humor der alten Schule sowie gruselige Momente in X-Factor-Manier und perfektioniere referenzielle Tricks. Dazwischen setze sich die Serie immer wieder auch mit ernsteren Themen wie Trauer, Verlust oder Realitätsverweigerung auseinander und zeige so die Konsequenzen eines traumatischen Ereignisses auf eine fantastische Weise. So sei WandaVision für Ochs harmonisch und überraschend, auch wenn die letzten Folgen zu sehr auf ein altbewährtes Muster setzen würden.

### Whitewashing-Vorwürfe
Bereits in den Jahren vor der Veröffentlichung von WandaVision wurde die Besetzung der Superheldin Wanda Maximoff aus dem fiktiven osteuropäischen Land Sokovia mit der weißen, amerikanischen Schauspielerin Elizabeth Olsen als Whitewashing kritisiert. Im Zuge des Serienstarts kamen diese Vorwürfe erneut auf, wobei es die Serie laut den Kritikern versäume, dem alten Vorurteil entgegenzuwirken, dass Roma „mystische Hexen“ oder Wahrsager seien. Zwar gehöre Wanda in den Comics zu ebendieser Bevölkerungsgruppe, doch in WandaVision spiele die Abstammung der Maximoffs von Roma und Juden keine große Rolle. Stattdessen porträtiere Olsen eine typische weiße, amerikanische Superheldin, während gleichzeitig durch eine kurze Rückblende ein osteuropäisches Armutsstereotyp bedient werde. So werde Wandas ethnische Zugehörigkeit als ein Problem dargestellt, das behoben werden müsse, anstatt die unterrepräsentierte Ethnie in den Vordergrund zu stellen. Auch Olsens zuvor getätigten Äußerungen, ihr Kostüm sei „zigeuner- und landstreicherhaft“, würden den unreflektierten Umgang mit der Roma-Bevölkerung in den US-Medien zeigen.

### Auszeichnungen (Auswahl)
WandaVision wurde insgesamt für über 130 Preise nominiert und konnte davon mindestens 34 gewinnen.  Mit drei Emmy-Auszeichnungen erhielten die Marvel Studios gleich mit ihrer ersten produzierten Serie den bedeutendsten Fernsehpreis der Vereinigten Staaten. Die folgende Auflistung enthält eine Auswahl der bekanntesten Preisverleihungen.
AFI Awards 2022
- Aufnahme ins Fernsehprogramm des Jahres[146]

Annie Awards 2022
- Nominierung für die Beste animierte Werbung (Titelsequenz der Folge Nicht umschalten! – Titmouse, Inc.)[147]

Art Directors Guild Awards 2022
- Auszeichnung für das Beste Szenenbild in einer Miniserie oder einem Fernsehfilm (Mark Worthington)[148]

Artios Awards 2022
- Nominierung für das Beste Casting in einer Miniserie (Sarah Halley Finn, Jason B. Stamey, Tara Feldstein Bennett, Chase Paris & Djinous Rowling)[149]

Black Reel Awards 2021
- Nominierung als Beste Nebendarstellerin in einem Fernsehfilm oder einer Miniserie (Teyonah Parris)[150]

Critics’ Choice Super Awards 2022
- Auszeichnung als Beste Superheldenserie
- Auszeichnung als Beste Schauspielerin in einer Superheldenserie (Elizabeth Olsen)
- Auszeichnung als Beste Serienschurkin (Kathryn Hahn)
- Nominierung als Bester Schauspieler in einer Superheldenserie (Paul Bettany)
- Nominierung als Beste Schauspielerin in einer Superheldenserie (Kathryn Hahn)[151][152]

Critics’ Choice Television Awards 2022
- Nominierung als Beste Miniserie
- Nominierung als Bester Hauptdarsteller in einer Miniserie oder einem Fernsehfilm (Paul Bettany)
- Nominierung als Beste Hauptdarstellerin in einer Miniserie oder einem Fernsehfilm (Elizabeth Olsen)
- Nominierung als Beste Nebendarstellerin in einer Miniserie oder einem Fernsehfilm (Kathryn Hahn)[153]

Directors Guild of America Awards 2021
- Nominierung für die Beste Regie bei einem Fernsehfilm oder einer Miniserie (Matt Shakman)[154]

Golden Globe Awards 2022
- Nominierung als Beste Hauptdarstellerin in einer Miniserie oder einem Fernsehfilm (Elizabeth Olsen)
- Nominierung als Bester Hauptdarsteller in einer Miniserie oder einem Fernsehfilm (Paul Bettany)[155]

Golden Reel Awards 2022
- Nominierung für den Besten Tonschnitt in einer Anthologie- oder Miniserie (Folge Serien-Finale)[156]

Grammy Awards 2022
- Nominierung als Bester für visuelle Medien geschriebener Song („Agatha All Along“ – Kristen Anderson-Lopez, Robert Lopez, Kathryn Hahn, Eric Bradley, Greg Whipple, Jasper Randall & Gerald White)[86]

Harvey Awards 2021
- Auszeichnung als Beste Comicbuchadaption[157]

MTV Movie & TV Awards 2021
- Auszeichnung als Beste Fernsehserie
- Auszeichnung für die Beste Schauspielleistung in einer Fernsehserie (Elizabeth Olsen)
- Auszeichnung als Beste Schurkin (Kathryn Hahn)
- Auszeichnung für den Besten Kampf (Elizabeth Olsen gegen Kathryn Hahn)
- Nominierung als Beste Heldin (Teyonah Parris)[158][159]

Nickelodeon Kids’ Choice Awards 2022
- Nominierung als Beste Familienserie
- Nominierung als Beste Fernsehdarstellerin (Elizabeth Olsen)[160]

People’s Choice Awards 2021
- Nominierung als Beste Fernsehserie
- Nominierung als Beste Science-Fiction- oder Fantasyserie
- Nominierung als Beste Fernsehdarstellerin (Elizabeth Olsen)
- Nominierung als Beste Fernsehdarstellerin (Kathryn Hahn)[161]

Primetime-Emmy-Verleihung 2021
- Auszeichnung für die Besten Fantasy- oder Science-Fiction-Kostüme (Mayes C. Rubeo, Joseph Feltus, Daniel Selon & Virginia Burton, Folge Mit einem Live-Publikum gefilmt)
- Auszeichnung für das Beste Szenenbild einer halbstündigen Serie (Mark Worthington, Sharon Davis & Kathy Orlando)
- Auszeichnung für das Beste Lied („Agatha All Along“ – Kristen Anderson-Lopez & Robert Lopez)
- Nominierung als Beste Miniserie
- Nominierung als Beste Hauptdarstellerin in einer Miniserie (Elizabeth Olsen)
- Nominierung als Bester Hauptdarsteller in einer Miniserie (Paul Bettany)
- Nominierung als Beste Nebendarstellerin in einer Miniserie (Kathryn Hahn)
- Nominierung für die Beste Regie bei einer Miniserie (Matt Shakman)
- Nominierung für das Beste Drehbuch einer Miniserie (Jac Schaeffer, Folge Mit einem Live-Publikum gefilmt)
- Nominierung für das Beste Drehbuch einer Miniserie (Chuck Hayward & Peter Cameron, Folge Ein brandneues Halloween-Spuktakel)
- Nominierung für das Beste Drehbuch einer Miniserie (Laura Donney, Folge Was bisher geschah)
- Nominierung für die Beste Filmmusik einer Miniserie (Christophe Beck, Folge Was bisher geschah)
- Nominierung für die Besten Titellieder (Kristen Anderson-Lopez & Robert Lopez)
- Nominierung für die Beste Musik-Supervision (Dave Jordan & Shannon Murphy)
- Nominierung für den Besten Schnitt einer Miniserie (Nona Khodai, Folge In dieser ganz besonderen Folge …)
- Nominierung für den Besten Schnitt einer Miniserie (Zene Baker, Michael A. Webber, Tim Roche & Nona Khodai, Folge Serien-Finale)
- Nominierung für das Beste Casting in einer Miniserie (Sarah Halley Finn & Jason B. Stamey)
- Nominierung für die Besten historischen Frisuren (Karen Bartek, Cindy Welles, Nikki Wright, Anna Quinn & Yvonne Kupka, Folge Nicht umschalten!)
- Nominierung für das Beste historische Make-up (Tricia Sawyer, Vasilios Tanis, Jonah Levy & Regina Little, Folge Mit einem Live-Publikum gefilmt)
- Nominierung für den Besten Tonschnitt einer Miniserie (u. a. Gwendolyn Yates Whittle & Kim Foscato, Folge Serien-Finale)
- Nominierung für die Beste Tonmischung einer Miniserie (Danielle Dupre, Chris Giles, Doc Kane & Casey Stone, Folge Serien-Finale)
- Nominierung für die Besten visuellen Effekte (u. a. Tara DeMarco & James Alexander)
- Nominierung für das Beste Vorspanndesign (John LePore, Doug Appleton, Nick Woythaler & Alex Rupert)[162][85]

Producers Guild of America Awards 2022
- Nominierung als Beste Anthologie- oder Miniserie[163]

Satellite Awards 2021
- Auszeichnung als Beste Fernsehserie – Genre
- Nominierung als Bester Darsteller in einer Serie – Komödie oder Musical (Paul Bettany)[164][165]

Saturn-Award-Verleihung 2022
- Nominierung als Beste Fantasyserie
- Nominierung als Beste Hauptdarstellerin in einer Steamingserie (Elisabeth Olsen)
- Nominierung als Beste Nebendarstellerin in einer Streamingserie (Kathryn Hahn)

USC Scripter Awards 2022
- Nominierung für das Beste Drehbuch einer Fernsehserie (Jac Schaeffer, Folge Mit einem Live-Publikum gefilmt)[166]

VES Awards 2022
- Nominierung für die Beste Effektsimulation in einer Fernsehserie oder Werbung („Visions Zerlegung“ – Sylvain Nouveau, Hakim Harrouche, Omar Meradi & Laurent Meste)
- Nominierung für das Beste Compositing und die beste Beleuchtung in einer Fernsehserie („Goodbye, Vision“ – David Zaretti, Bimpe Alliu, Michael Duong & Mark Pascoe)
- Nominierung für das Beste Compositing und die beste Beleuchtung in einer Fernsehserie („Das Hex“ – Charles Labbé, Xavier Fourmond, Reuben Barkataki & Vanessa Delarosbil)[167]

World Soundtrack Awards 2021
- Nominierung als Fernsehkomponist des Jahres (Christophe Beck)[168]

Writers Guild of America Awards 2022
- Nominierung in der Kategorie Adapted Long Form (Peter Cameron, Mackenzie Dohr, Laura Donney, Bobak Esfarjani, Chuck Hayward, Megan McDonnell, Jac Schaeffer & Cameron Squires)[169]

## Fortsetzungen
Noch während der Erstveröffentlichung von WandaVision äußerten sich sowohl Produzent Kevin Feige als auch Regisseur Matt Shakman dahingehend, dass es keinerlei Pläne für eine zweite Staffel gebe. Stattdessen werde die Serie am ehesten durch den Spielfilm Doctor Strange in the Multiverse of Madness im Jahr 2022 fortgesetzt, in dem Elizabeth Olsen erneut auftrat und die Geschichte von Wanda Maximoff weitererzählte. Die Geschichte der von Teyonah Parris verkörperten Monica Rambeau wurde hingegen 2023 im Film The Marvels fortgesetzt, der von WandaVision-Drehbuchautorin Megan McDonnell geschrieben wurde.
Im September 2024 erschien auf Disney+ die Spin-off-Serie Agatha All Along über die von Kathryn Hahn verkörperte Hexe Agatha Harkness. Bei dem als „Schwarze Komödie“ beschriebenen Ableger fungierte Jac Schaeffer abermals als Drehbuchautorin und Executive Producer. Darüber hinaus soll eine weitere Spin-off-Serie über Vision erscheinen, in der der von Paul Bettany verkörperte Androide nach den Ereignissen aus WandaVision seine Erinnerung und Menschlichkeit zurückgewinnen will. Als Showrunner fungiert Terry Matalas.